# Наттолл, Зелия
Зе́лия Мари́я Магдале́на На́ттолл (англ. Zelia Maria Magdalena Nuttall; 6 сентября 1857, Сан-Франциско, США — 12 апреля 1933, Койоакан, Мексика) — американский археолог и антрополог, наиболее известная как специалист по древностям Мексики и доколумбовым рукописям, первая исследовательница, доказавшая возможность использования мезоамериканских рукописей как исторического источника.
Родилась в Калифорнии в семье врача-англичанина и мексиканки, сестра бактериолога Джорджа Генри Наттолла. Получила образование во время длительного путешествия по Европе. Некоторое время была замужем за антропологом Альфонсом Пинаром, с которым официально развелась в 1888 году, однако именно он определил круг её научных занятий. После 1902 года бо́льшей частью проживала в Койоакане. В 1886 году опубликовала первое исследование керамических статуэток из Теотиуакана, однако впервые участвовала в археологических раскопках лишь в 1909 году (остров Ла-Исла-де-Сакрифиос близ Веракруса). Не имея формального академического статуса, Зелия Наттолл пользовалась высоким авторитетом в среде антропологов и археологов, состояла членом Археологического института Америки, Американского философского общества (седьмая женщина, избранная в его ряды); участница международных конгрессов американистов, опубликовала более 70 монографий, статей и изданий доколумбовых рукописей и архивных документов. В 1896 году входила в американскую делегацию на коронации Николая II и Александры Фёдоровны.
Несмотря на множество достижений, З. Наттолл придерживалась антикварного метода и допускала серьёзные ошибки: так, она считала, что цивилизации Старого и Нового света развивались синхронно, а финикийцы пересекали Атлантический океан. Как общественный деятель, она активно занималась возрождением древнемексиканских традиций и в 1928 году впервые с XVI века организовала празднование ацтекского Нового года. После кончины оказалась забыта, однако с начала XXI века её научное наследие стало интенсивно изучаться. Первая биография Зелии Наттолл была опубликована в 2023 году.

## Биография

### Происхождение. Годы становления (1857—1878)

#### Детство

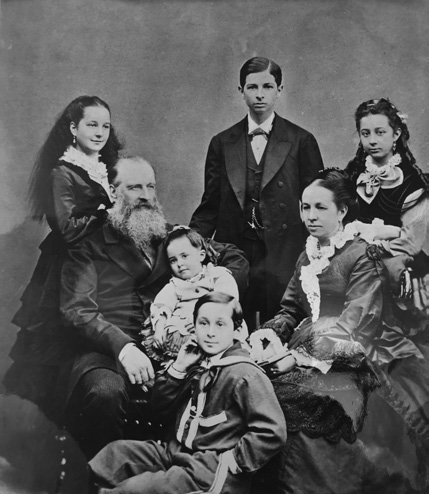
Семейство Наттоллов в 1873 году: в верхнем ряду Кармелита, Джон и Зелия, в среднем Роберт с дочерью Робертой на руках, у его ног Джордж, Магдалена справа

Дед будущей исследовательницы — уроженец Теннесси Джон Пэррот — проживал в Мексике с 1834 года и долгое время состоял в любовной связи с мексиканкой Кармен Баррерой. Их незаконную дочь Магдалену отдали обучаться в католическую Академию Св. Иосифа в Эммитсберге (Мэриленд). По завещанию Магдалена получала бо́льшую часть имущества Джона, даже если у него будут дети в законном браке. В 1853 году Джон с Магдаленой переехал в Сан-Франциско, где имевший стартовый капитал Пэррот занимался спекуляциями с недвижимостью и товарами, пользующимися большим спросом. Далее он основал частный банк и успешно инвестировал в сельское хозяйство и рудники. В 1854 году Магдалену выдали замуж за друга и доверенное лицо Джона — врача Роберта Наттолла, происходящего из знатного рода Ланкашира, но родившегося в Ирландии; он был протестантом. В том же году у них родился сын Джон Роберт, а 6 сентября 1857 года на свет появилась дочь Зелия Мария Магдалена; далее родились дочь Кармелита и сын Джордж. Джон Пэррот заботился, чтобы его дочь, зять и внуки были обеспеченными и входили в число городской элиты. Большой семейный дом № 103 располагался на Монтгомери-стрит. Космополитичное семейство и городская среда способствовала многоязычию: мать говорила с детьми по-испански, слуги — на множестве языков (горничная-француженка и повар-француз, нянька из Нью-Йорка, экономка, прачка, кучер и конюх — ирландцы, девять чернорабочих-китайцев). В городе было впятеро больше мужчин, нежели женщин, поэтому представительницы этого пола были значительно менее ограничены в социальном и карьерном отношении, чем их товарки на Восточном побережье. Впрочем, Зелия, как и её мать, испытала на себе некоторые предрассудки как испаноговорящая католичка, ибо нативисты из партии Know Nothing стремились к господству белого протестантского меньшинства и третировали католиков, даже ирландцев. Кроме того, Пэррот и его родня были сторонниками присоединения Калифорнии к Конфедерации.

#### Путешествие в Европу

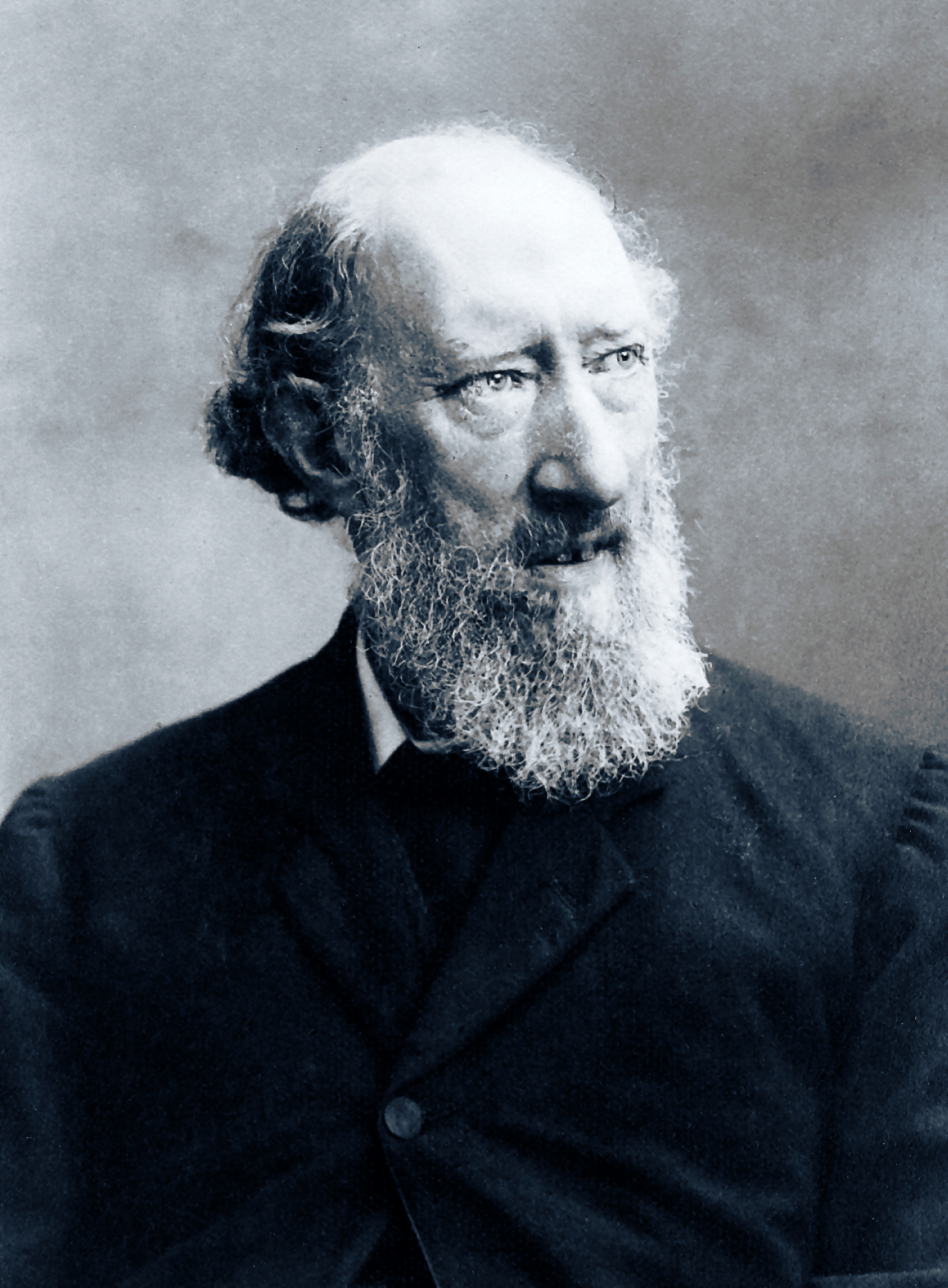
Сэмюэл Гардинер — учитель истории Зелии Наттолл

В 1865 году Роберт Наттолл принял решение переехать в Европу: он страдал болезнью почек, а его доходы не позволяли вести прежний образ жизни из-за высоких цен в Сан-Франциско, сдача дома в аренду позволяла безбедно существовать в Старом Свете. Европейское путешествие растянулось на 11 лет, в течение которых формировалась личность Зелии и сложился её интерес к лингвистике и древней истории. Биограф Мэрили Гриндл считала, что образование мисс Наттолл оказалось бессистемным, хотя в Дрездене, а затем в Лондоне она некоторое время получала формальное образование. Тогда же она приобрела вкус к «кочевой жизни» и до своего сорокапятилетия редко оставалась на одном месте дольше года. Путешествие Натоллов началось с фамильной усадьбы Титтур в Ирландии, где Роберт не был семнадцать лет. Зимовали все на юге Франции (Монпелье, Ним, Арль, Марсель, Тулон, Канны, Ницца), в 1866 году Роберт с семьёй поселился в Париже, где старшего сына Джона (Хуана) отдали в Коллеж Роллен, а Зелия училась на дому у мадемуазель Брика. В августе 1867 года Наттоллы переехали в Дрезден, где доктор Наттолл легко вошёл в медицинское сообщество, а его жена и дочь занимались немецким языком и искусством. В Дрездене родился сын Роберт Тибурсио, проживший всего десять месяцев, и в 1869 году дочь Роберта — последняя из шести детей Наттоллов. Зелия увлеклась ботаникой, в чём её всецело поощрял отец. В 1872 году семейство перебралось в Дублин, где провело около полутора лет, нередко наезжая в Титтур. Когда Зелии исполнилось пятнадцать лет, её родители переехали в Лондон, тогда как старший брат Джон занялся коммерцией в Ливерпуле. Далее 16-летнюю Зелию зачислили в Бедфорд-колледж — один из первых, где давали высшее образование женщинам. Преподавателями в основном были приглашённые профессора Оксфорда и Лондонского университетского колледжа. По предположению М. Гриндл, в Бедфорде Зелия оценила возможности, предоставляемые образованием, а также общением с богатыми дамами-благотворительницами. В первом семестре Зелия изучала только английский язык и арифметику, во втором к ним прибавились естественные науки и английская и европейская история. Фундаментальной подготовкой историка Зелия Наттолл обязана учителю — Сэмюэлу Гардинеру, который именно в то время закладывал основу современных архивоведческих исследований. В конце семестра, когда мисс Наттолл готовилась к оксфордским экзаменам, она тяжело заболела, и отец отправил её в Италию, где она в Риме брала уроки музыки и серьёзно занималась археологией и историей искусства. Сам Роберт Наттолл уехал в Сан-Франциско улаживать дела с арендой и подзаработать на врачебной практике; жена и дочь писали ему о своих успехах каждые две недели. Далее Магдалена и пятеро её выживших детей отправились во Францию. Владелец гостиницы в Шантильи когда-то был шеф-поваром в Мехико в джентльменском клубе напротив школы, где училась Магдалена; он готовил для Наттоллов «очень хорошие мексиканские блюда». Через некоторое время они обосновались в Париже, где сёстры Зелия и Кармелита брали уроки французского языка и литературы три раза в неделю, а также тренировались в этикете и походке, что было совершенно необходимо для светских девиц на выданье. Зелия также хвалилась отцу, что освоила живопись на шёлке. В 1874 году Магдалена с детьми вновь отправилась в Италию, где они жили в Неаполе; Зелия, когда попала в Помпеи, удивлялась в одном из писем, насколько адекватное представление сложилось у неё о древностях по книгам, картам и изображениям. Она в достаточной степени освоила итальянский язык, хотя признавалась, что ещё мешает итальянские, испанские и французские слова. На карнавал Наттоллы переехали в Рим, где Зелия продолжила учиться играть на фортепьяно и систематически занялась итальянским языком и вскоре могла читать без словаря. В апреле Магдалена добилась папской аудиенции в Ватикане и Зелия даже отправила отцу фотографию, на которой она была запечатлена вместе с понтификом Пием IX. Она уже думала о замужестве и жаловалась отцу, что у неё «слишком большой нос»; контакты с молодыми людьми были в силу светских условностей минимальными. Вероятно, первым её романтическим интересом стал Гораций Хоуз — сын калифорнийского джентльмена, однако затем он уехал со своим семейством во Флоренцию, а оттуда в Калифорнию, и больше они никогда не встречались.

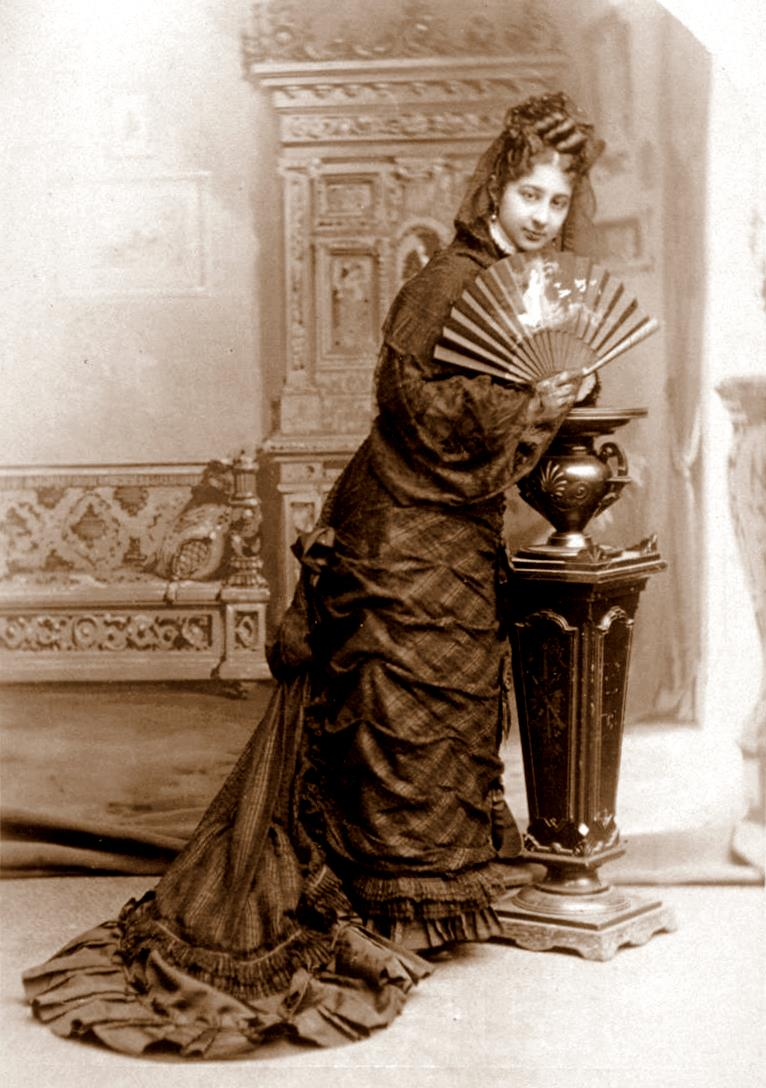
Зелия Наттолл в семнадцатилетнем возрасте

Во Флоренции Зелия Наттолл продолжала заниматься историей искусства и собирала гербарий — отец присылал ей образцы из Калифорнии и Орегона. В конце концов мать и дочь испытали пресыщение от памятников и уехали в Швейцарию: 18-летие Зелия встречала в Женеве. В письмах отцу она выражала беспокойство, что не обручена, ибо все её знакомые молодые люди из Германии и Англии уже помолвлены. Интеллектуальные занятия включали чтение Шекспира и углублённое изучение немецкого языка. Далее семья вернулась в Париж, где Зелия окунулась в светское общение, выражая беспокойство, что выше ростом, «чем девять из десяти француженок, которые встречаются на улице». Также её беспокоила собственная интеллектуальность, ибо на балах и светских мероприятиях мисс Наттолл оказывалась «бесконечно противна некоторым идиотическим представителям рода человеческого». Летом 1876 года Роберт Наттолл вернулся к жене и детям в Париж, а в сентябре все отправились пароходом в Нью-Йорк. В Сан-Франциско добирались по трансконтинентальной железной дороге. Из-за спекулятивного бума и последующего краха Банка Калифорнии 1877 года Пэрроты и Наттоллы сильно пострадали. Дед Джон Пэррот выкупил семейный дом Наттоллов и они заключили с Магдаленой договор, что ей передаются 100 000 серебряных долларов наличными (около трёх миллионов в ценах 2024) в обмен на отказ на любые иные имущественные и наследственные претензии: глава семьи женился ещё до отъезда старшей дочери в Европу и имел восьмерых детей. Наттоллы продолжали жить в поместье Джона Бэйвуд в Сан-Матео и вели светскую жизнь. Вероятно, именно в это время Зелия познакомилась с Фиби Апперсон Херст, чей муж тогда сильно разбогател на инвестициях в добычу серебра. Ситуация с замужеством «повисла в воздухе»: имеющиеся источники не позволяют судить, почему потенциальные женихи не слишком интересовались богатой наследницей. Причиной мог быть как её католицизм, так и научные интересы, вдобавок, Зелия начала пользоваться пенсне. В 1878 году в Сан-Франциско прибыл французский антрополог Альфонс Пинар, немедленно принятый в доме Пэрротов — Наттолов

### Замужество и развод (1880—1888)

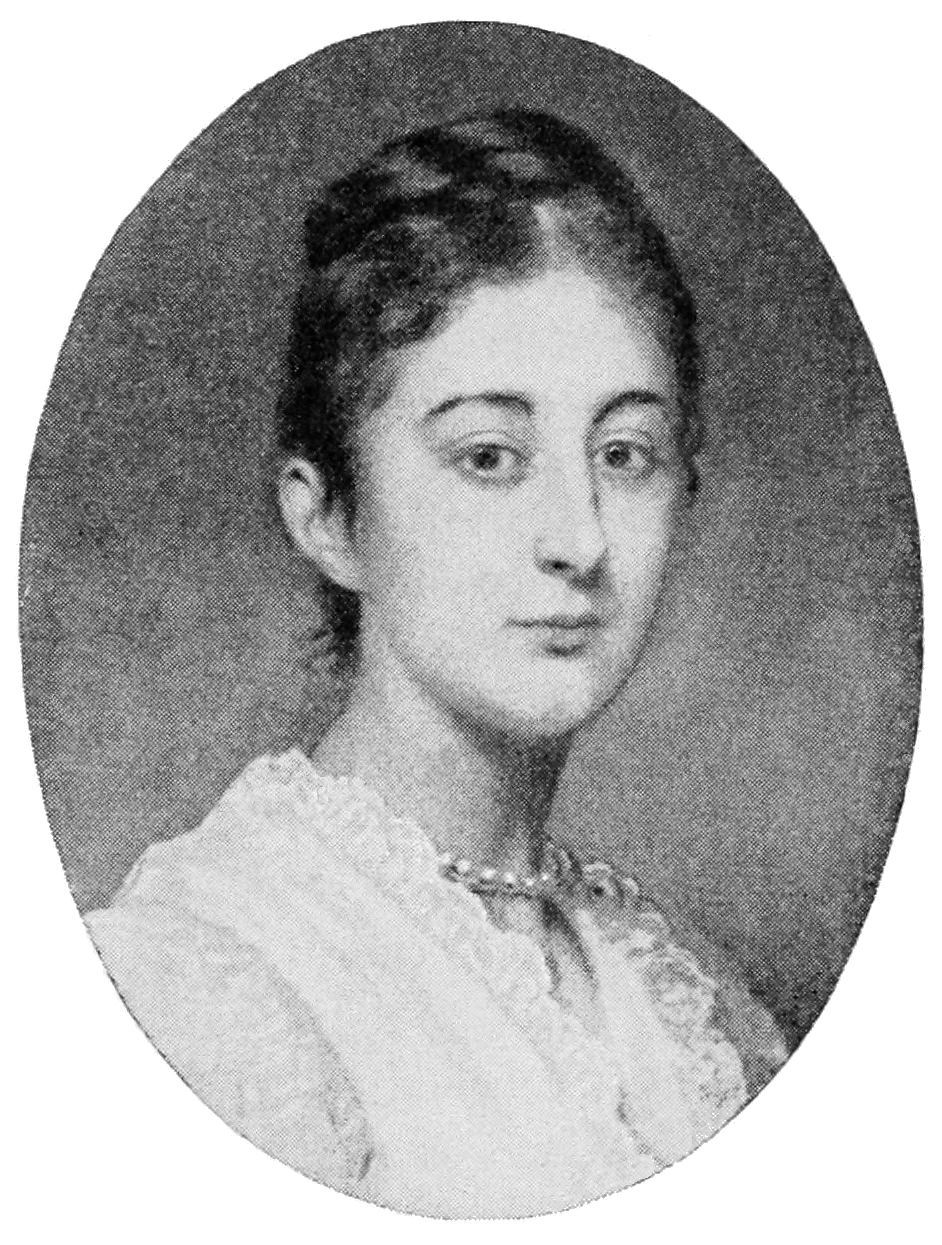
Зелия Наттолл в молодые годы

Как отмечала М. Гриндл, Альфонс Пинар казался для Зелии Наттолл подходящей парой: обладал репутацией учёного и путешественника, отличался предприимчивостью, быстро стал авторитетом в калифорнийской французской колонии. 21-летняя Зелия, свободно владевшая четырьмя языками, могла стать хорошей помощницей интеллектуала, тем более что Пинар намеревался в дальнейшем изучать Мексику. Для Магдалены важна была принадлежность Альфонса к католической церкви, кроме того, считалось, что он богат (это не соответствовало действительности). После обручения жених отправился в очередную экспедицию, финансируемую французским правительством. Свадьба прошла 10 мая 1880 года в доме Наттоллов и освещалась в прессе. Венчал молодых епископ Сан-Франциско Джозеф Алемани, свидетелями на гражданской церемонии были дядя невесты Тибурсио Пэррот и сестра Кармелита. Далее оказалось, что именно Альфонс помог Зелии найти дело всей её жизни — изучение древностей Мексики, тем более что Пинар выкупил библиотеку выдающегося мезоамериканиста — аббата Брассёр де Бурбура. В книжном собрании мужа имелись «Древности Мексики» лорда Кингсборо — собрание цветных репродукций доколумбовых кодексов; в 1880-е годы и сама Зелия получила это издание в подарок и пользовалась им до конца жизни. Сам Пинар отстаивал гипотезу Гумбольдта об азиатском происхождении индейцев и стремился доказать её на широкой источниковой базе — культурной, языковой и археологической. 16 мая началось свадебное путешествие, которое оплачивалось из пятилетней правительственной субсидии для исследований индейских цивилизаций Центральной и Южной Америки. Сначала молодые супруги посетили Йосемитскую долину, а далее выехали в Париж. Альфонс и Зелия побывали в Мадриде и Барселоне, где она увидела оригиналы некоторых кодексов, репродуцированных в труде Кингсборо. В июле мадам Пинар забеременела, и в ноябре Альфонс повёз её в Пуэрто-Рико, где в течение трёх месяцев они квартировали у французского консула. Далее супруги переехали в Доминиканскую республику, где несколько раз их принимал президент Фернандо Мериньо; далее Пинары ненадолго выезжали на Кубу. Зелия активно занималась зооботанической иллюстрацией, а муж всячески способствовал её интересам.

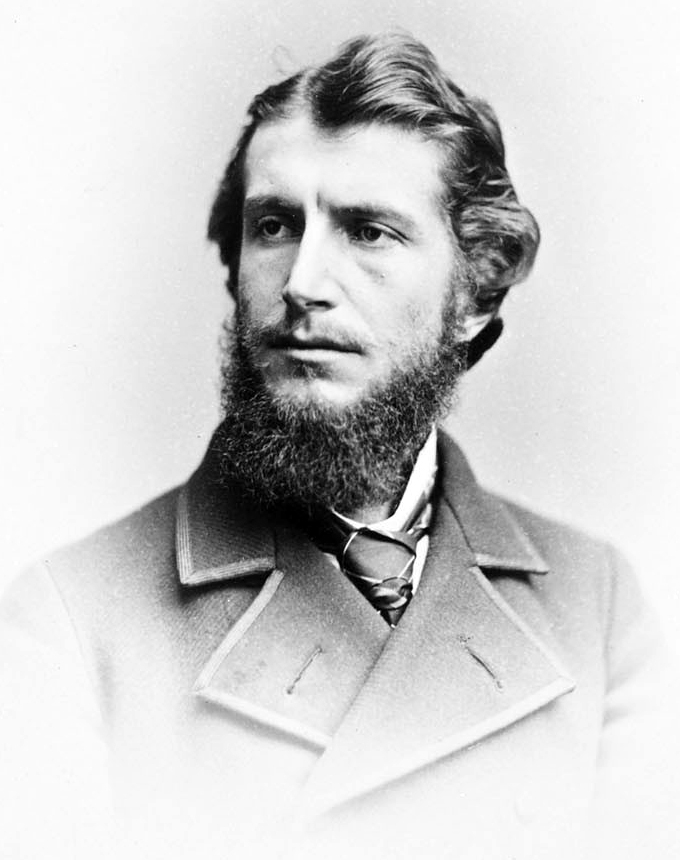
Альфонс Пинар на фото 1875 года

Несмотря на оптимистический тон писем Зелии родным, брак с Альфонсом не задался с самого начала. В одном из первых посланий с борта океанского парохода Зелия Наттолл-Пинар отмечала, что муж «был менее внимателен, чем она ожидала», и окружающие не верили, что они только что поженились. 6 апреля 1881 года родилась их дочь Роберта, прожившая только 11 дней. Об этой трагедии Альфонс и Зелия старались не упоминать, и даже их вторая дочь, появившаяся на свет годом позже, узнала о существовании рано умершей сестры только на склоне собственной жизни. В мае 1881 года скончался отец — Роберт Наттолл. Альфонс тогда находился в очередной экспедиции; в его собственной переписке жена и ребёнок не упоминались ни разу, несмотря на то что несколько писем начертаны на траурном бланке. По-видимому, в Мексике супруги жили и работали отдельно: Зелия впервые взялась за изучение науатля, однако нет свидетельств, что она виделась с родственниками со стороны матери. 6 декабря 1881 года супруги вернулись в Сан-Франциско; Зелия вновь была беременна. Уже в январе 1882 года Альфонс отбыл в Гватемалу, Никарагуа и Панаму, а Зелия оказалась фактически брошенной. Дочь Надин родилась 24 апреля 1882 года, тогда как её отец явился в конце мая; в переписке Пинара этого времени вновь не упоминаются ни жена, ни ребёнок. Далее он уехал в Париж, ибо залез в долги, которые рассчитывал покрыть продажей части библиотеки. Вероятно, Зелия и Надин не видели его более полутора лет, никаких следов переписки супругов Пинар не сохранилось или документы были уничтожены. Много лет спустя мать сообщила дочери, что и родители Наттоллы, и Пинар считали друг друга более богатыми, чем на самом деле, а Альфонс, который за недолгий срок их отношений потратил всё её приданое в 9000 долларов, к тому времени лишился и собственного наследства. Наконец Зелия потребовала развода; Пинар возражал, ссылаясь на французское законодательство. По мнению М. Гриндл, Зелия и Альфонс фатально не поняли друг друга, хотя в известном смысле могли бы поладить. Она одинаково легко могла приспособиться к роли владелицы богатого дома, но охотно участвовала и в экспедициях. Однако для Пинара были характерны быстрые смены настроения и он легко снимался с места, если его обуревала очередная идея. К жене он был явно равнодушен, видя в ней только источник финансирования своих путешествий. Она всю сознательную жизнь провела в большой и дружной семье и не могла получать от Альфонса привычных эмоций, особенно после смерти дочери и отца. Поскольку Зелия отличалась бурным темпераментом, приняв решение о разрыве, она взвалила на себя роль матери-одиночки. Надин вспоминала, что в детстве любые разговоры о её отце были табу и жёстко пресекались, а Зелия сама долго не посещала Францию и не позволяла того же дочери. Обстоятельства развода почти не могут быть восстановлены в деталях, ибо даже официальные документы погибли вместе с архивом Сан-Франциско во время великого землетрясения 1906 года.
22 апреля 1884 года Пинар прибыл в Сан-Франциско и оставался в городе до 30 апреля. За это время было готово мировое соглашение об отказе обеих сторон от финансовых претензий и раздельном проживании. Юридическая процедура тянулась ещё четыре года, так как по законам Калифорнии оснований для развода было немного, Зелия возбудила дело по обвинению в «жестоком обращении и бессрочной отлучке». В 1888 году в Сан-Франциско было зарегистрировало 467 разводов, три четверти из которых состоялись по инициативе жён, и 60 % всех дел возбуждались на основании жестокого обращения. Развод сказался на общественном статусе 31-летней Зелии, вдобавок, она была отлучена от причастия в церкви. Мать и дочь жили на иждивении их брата и дяди Джона. Неприятности на этом не закончились: в июле 1885 года 26-летняя сестра Кармелита погибла от случайного огнестрельного ранения, когда вынимала револьвер из чемодана своего мужа. Зелии пришлось заниматься наследственными делами и продажей семейного дома, тогда же она решила заниматься американистикой профессионально и вступила в переписку с куратором Музея американской археологии и этнологии Пибоди Фредериком Патнэмом. Собственно, ещё в декабре 1884 года Магдалена с дочерью, сыном и внучкой отправилась к родне в Куэрнаваку. Зелия впервые посетила Теотиуакан, в Калифорнию все вернулись в апреле 1885 года. В древних руинах исследовательница собрала коллекцию терракотовых фигурок, а также прочитала работы Альфредо Чаверо об ацтекском календарном камне. Во второй половине 1885 года Зелия Пинар по приглашению Патнэма побывала в Бостоне и Нью-Йорке. В середине 1886 года она ещё раз ездила на Восточное побережье. В 1887 году брат Джордж принял решение продолжать обучение в Дрездене, а мать, сестра и племянница решили его сопровождать. Вскоре оказалось, что по французским законам Пинар может забрать Надин себе (подав прошение в парижский суд), и Зелия срочно вернулась в Калифорнию, стремясь, чтобы её имя не попало в списки путешественников, обычно печатаемых в газетах. В майской переписке 1888 года Зелия стала подписываться «Наттолл»; развод был официально оформлен 28 сентября. Зелия получила законную опеку над дочерью и право вернуть девичью фамилию. Пинар до самой своей кончины в 1911 году не проявлял интереса ни к бывшей жене, ни к дочери.

### Музей Пибоди и Пенсильванский музей археологии и антропологии (1886—1902)

#### Сотрудничество с Фредериком Патнэмом

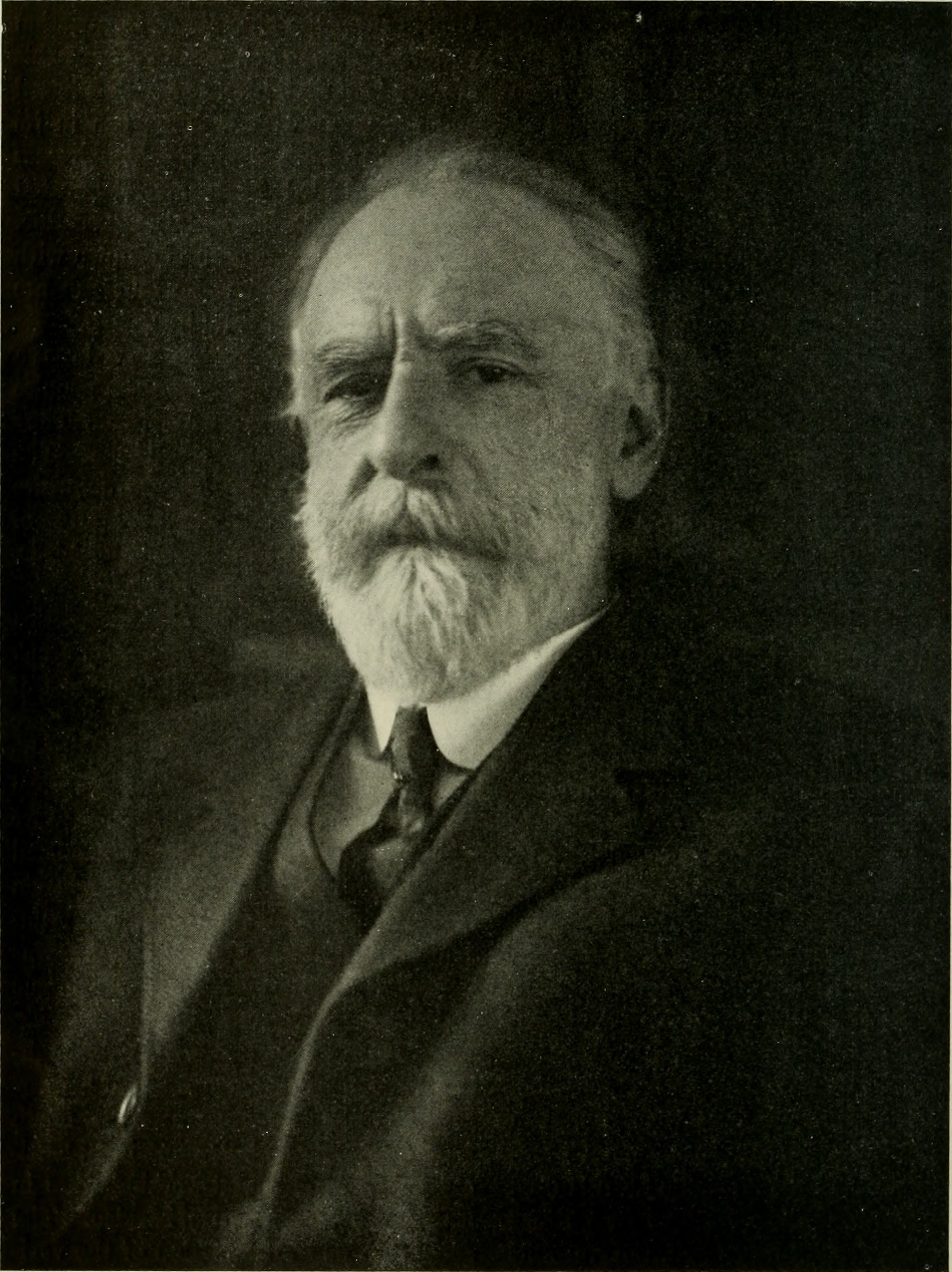
Фредерик Уорд Патнэм — директор Музея Пибоди

В период 1885—1886 годов Магдалена и Зелия Наттоллы с Надин около года прожили в Балтиморе, где З. Наттолл начала постепенно входить в научные круги американистов. Задача её облегчалась тем, что как раз в это время глава Музея Пибоди Патнэм намеревался сосредоточиться на исследовании древностей Мексики. В следующем году он стал первым профессором антропологии в Гарвардском университете. В противоположность обыкновениям викторианской эпохи, Патнэм не умалял интеллектуальных способностей женщин и поддерживал активную корреспондентскую сеть с независимыми исследователями и исследовательницами, которую рассматривал как полноценную заочную научную школу. Личная встреча состоялась осенью 1885 года и прошла успешно. При поддержке Патнэма в 1886 году Зелия Наттолл была избрана в Археологический институт Америки и стала седьмой женщиной, пошедшей в состав Американского философского общества. Этому способствовала её первая публикация в журнале American Journal of Archaeology — вышедшая в двух номерах за 1886 год статья о терракотовых статуэтках из Теотиуакана. Патнэм принял её в Музей как сверхштатного ассистента по мексиканской археологии; должность не предполагала оплаты, но придавала работе Наттолл респектабельность; вдобавок, в те времена антропология и археология только зарождались и не были оформлены институционально. Факт, что Зелия представляла Музей Пибоди, открывал многие двери, позволял получать разрешение на работы в архивах и музеях и приобретать интересующие находки. В годовом отчёте за 1886 год Патнэм отметил Наттолл как «знатока языка науатль, имеющей многих знакомых и талант к лингвистике и археологии».

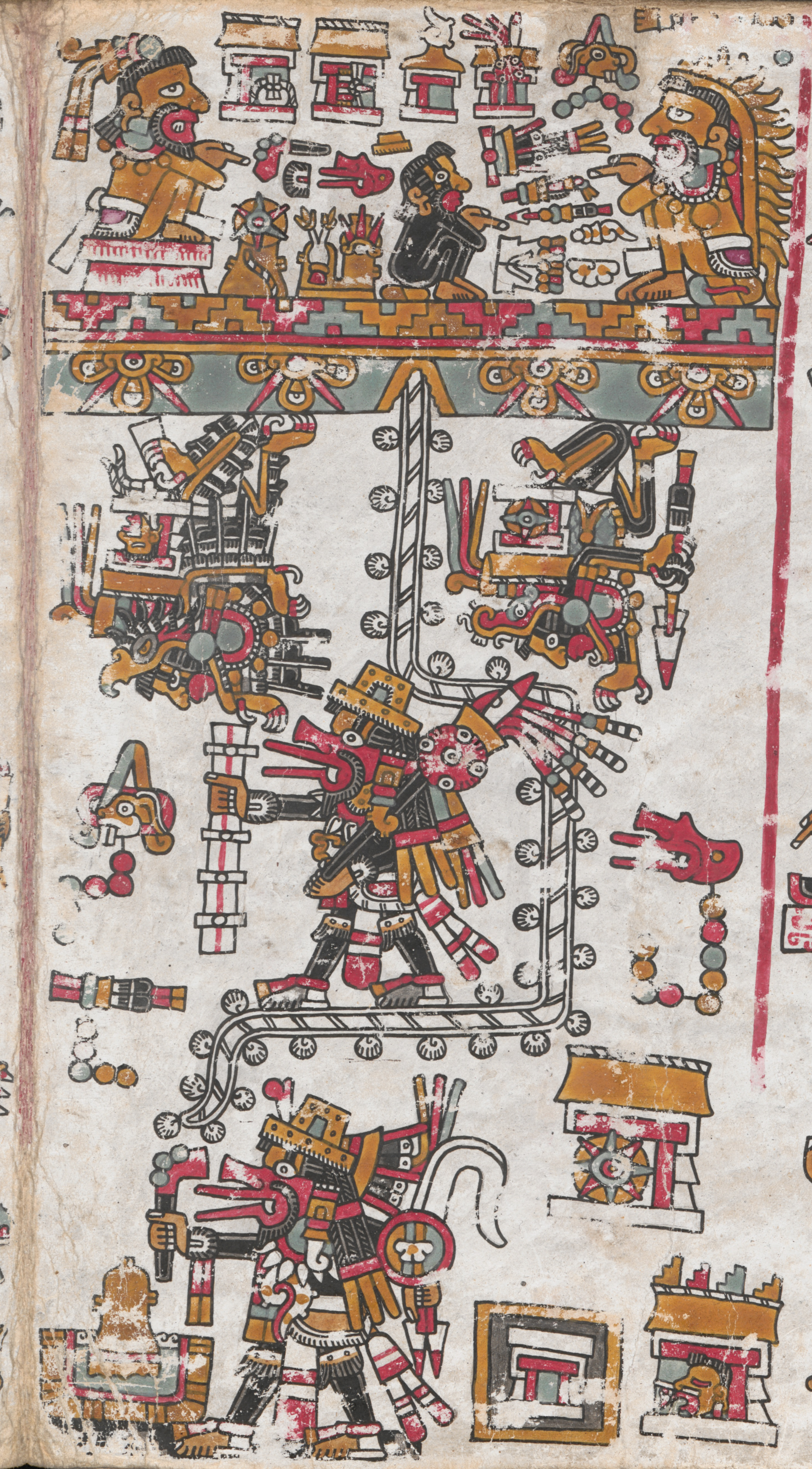
Страница 48 Codex Vindobonensis Mexicanus I

В период 1886—1887 годах Зелия Наттолл жила преимущественно в Дрездене, где они с Магдаленой, Робертой и Надин сняли двухэтажную квартиру в доме № 47 на Винерштрассе. Осенью 1886 года Зелия ездила в Вену для сопоставления Венского кодекса с его репродукцией в «Древностях Мексики» — уже в официальном статусе ассистента Музея Пибоди. По результатам венской поездки были опубликованы две статьи. Во-первых, она исследовала головной убор из перьев, попавший в Вену через Испанию. Ранее считалось, что это мог быть штандарт или церемониальный фартук, однако в Кодексе Мальябеки Наттолл нашла изображение воина в аналогичном головном уборе. Далее внимание Зелии привлёк атлатль, точнее, его изображения в кодексах. Исследовательница опровергла идеи, что копьеметалки не использовались в Мексике к началу испанского завоевания, используя в качестве источников испанские хроники, терминологию науатля, изображения в кодексах и на статуях. Оправившись после развода, в 1890 году З. Наттолл работала в Библиотеке Лауренциана, где изучала оригинал Флорентийского кодекса, что позволило исследовать изображения тотемных животных на ацтекских щитах. Удалось поработать и с оригиналом Кодекса Мальябеки, что привело миссис Наттолл к идее факсимильного издания наиболее примечательных мексиканских рукописей для ознакомления с ними более широкого круга специалистов. В начале 1890-х годов Зелия Наттолл полностью сформировалась как исследователь-антиквар и архивовед, используя метод сопоставления письменных и вещных источников, к изучению которых весьма располагала обычная для неё кочевая жизнь. В 1892 году Зелия приняла участие в Девятом международном конгрессе американистов в Уэльве (приуроченного к 400-летию открытия Америки Колумбом), представив доклад об интерпретации символов ацтекского Камня Солнца. Доклад американской исследовательницы был отмечен золотой медалью и персональным упоминанием в королевском адресе. Придя к выводу, что ацтекский календарь был солнечным, а четыре ключевых праздника имели соответствие в гражданской жизни, и к ним были приурочены рыночные дни, Зелия Наттолл выступила с докладом на Десятом конгрессе американистов в Стокгольме (1894). В Мексике за эти годы она не побывала ни разу.

#### Колумбова выставка и путешествие в Россию
В 1893 году Патнэм привлёк З. Наттолл к организации этнологического раздела Колумбовой выставки в Чикаго, где она отвечала за экспонаты из Древней Мексики, а также договаривалась с европейскими музейными собраниями и организовывала перевозку их фондов и их страховку. Миссис Наттолл была также одной из пяти членов судейской коллегии, которая должна была оценивать новаторство антропологических экспозиций для последующего награждения. Вся эта работа велась из Дрездена, ибо сама Зелия тяжело переболела гриппом, давшим осложнения, а, сверх того, пострадала от банковского кризиса 1892 года и не имела свободных денег, чтобы ехать в Чикаго. Июльскую поездку в итоге оплатил Совет леди-менеджеров, курировавший женский отдел выставки; возглавляла его Берта Палмер — одна из первых коллекционеров живописи импрессионистов. Совет также курировал женский конгресс, проводимый во время выставки, на котором обсуждались вопросы о гражданских и избирательных правах, равных возможностях женщин на образование и самореализацию. Участие во всемирной выставке укрепило статус З. Наттолл как учёного (она презентовала своё исследование ацтекского календаря), и дало ей много полезных знакомств среди американских благотворительниц. На выставке она познакомилась с заместителем Патнэма Францем Боасом и возобновила дружбу с Фиби Херст, знакомой ещё по Сан-Франциско. Полезным оказалось знакомство с Сарой Стивенсон — защитницей прав женщин и египтологом, коллегой по жюри этнологического отдела. С Зелией у них было много общего, включая происхождение, склонность к аристократическому образу жизни; Стивенсон ещё в детстве пять лет провела в Мексике и долго жила в Париже.

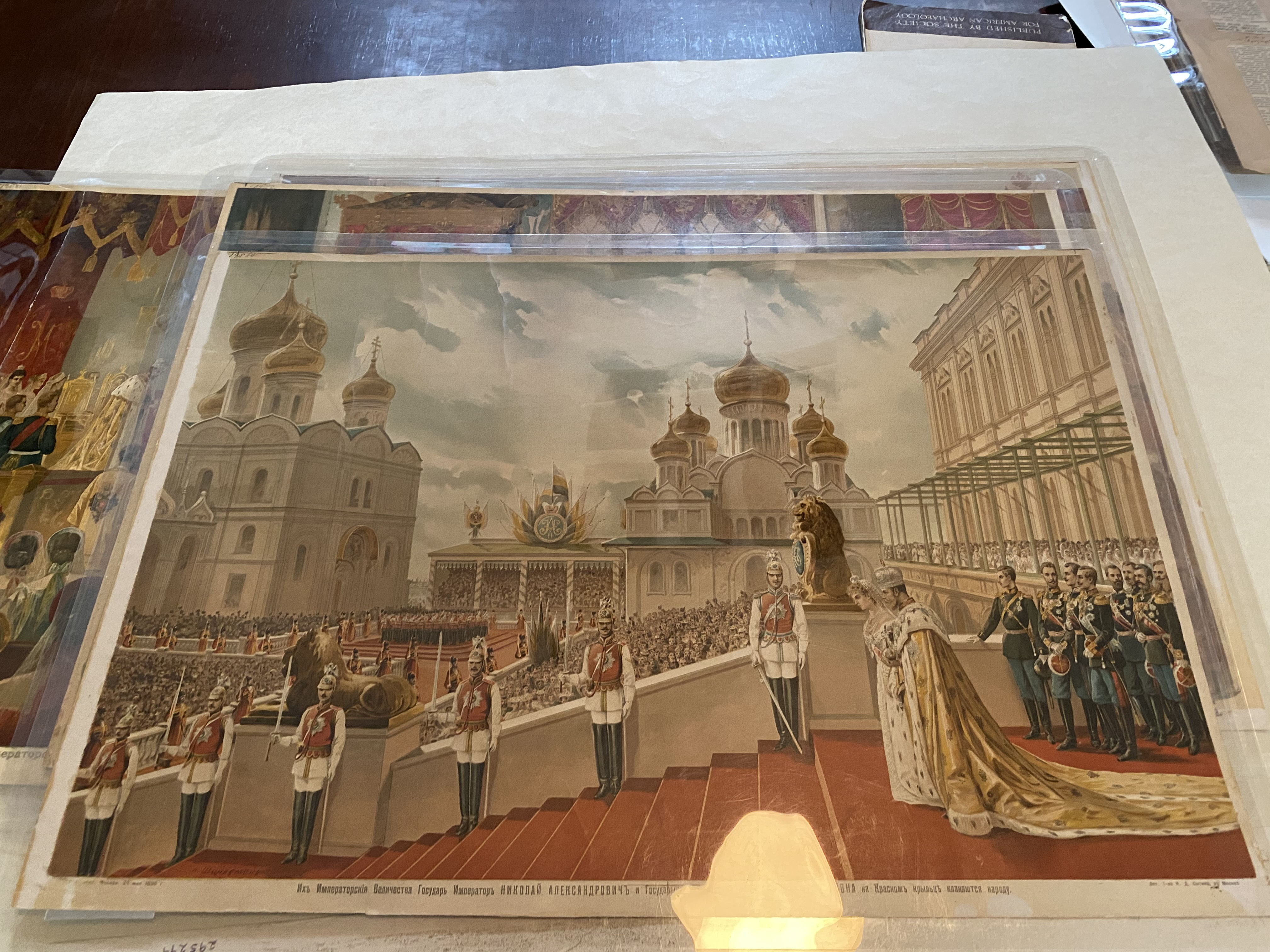
Литография из коронационного альбома Николая Александровича и Александры Фёдоровны — экспонат Пенсильванского музея археологии и антропологии

1894 год оказался хлопотным: после Колумбовой выставки Зелия Наттолл гостила у С. Стивенсон в Филадельфии, далее месяц провела в музеях Англии, работая по 8—9 часов в день, и в феврале 1894 года обосновалась в Дрездене. Как она сообщала Саре, сразу после возвращения ей пришлось сопровождать дочь и сестру на последний в сезоне бал («превратиться из книжного червя в порхающую бабочку»). Далее состоялась поездка с дочерью в Швецию и пришлось отклонить предложение С. Стивенсон поехать в Египет. С мая по август 1896 года З. Наттолл в качестве представителя Музея археологии и антропологии Пенсильванского университета отправилась в Российскую империю. Официально она представляла академические круги США на коронации Николая II и Александры Фёдоровны, а далее должна была осуществить закупки для русского отдела музея на Нижегородской ярмарке. Инициатором участия Зелии оказалась Сара Стивенсон, входящая в попечительский совет музея; главным основанием стало знакомство миссис Наттолл с русским языком. Маршрут включал Ригу (с посещением Всероссийского археологического съезда), Санкт-Петербург, Москву, Киев, Ростов, Нижний Новгород. На месте оказалось, что Наттолл очень мало знала о России и плохо разбиралась в русской культуре, но ей бескорыстно помогали друзья из учёного сообщества; немалое участие приняли также графиня П. С. Уварова (с которой Зелия познакомилась на конгрессе в Испании) и через неё великий князь Сергей Александрович. Зелия посетила Всероссийскую выставку в Нижнем Новгороде где увидела экспонаты из Сибири, России, Финляндии, Польши и Туркестанского края и приобрела коллекцию фотокарточек жителей Ташкента и Самарканда. В Филадельфию отправилась коллекция из 287 предметов: иконы, табакерки, ковры, мебель и предметы одежды. Фиби Херст получила в подарок вязаную шаль. Миссис Наттолл полагался и литографированный коронационный альбом, сохранившийся до наших дней. Зелия отмечала, что попала в ситуацию ожесточённой конкуренции русских и иностранных музеев по сохранению национального достояния перед лицом индустриализации и стандартизации. З. Наттол отмечала, что музеи России препятствуют иностранцам приобретать интересующие их экспонаты: «русские этнологические музеи также осознают тот факт, что сейчас или никогда они должны собрать и сохранить всё, что касается национальных костюмов и обычаев». Когда она общалась с руководством Императорского Эрмитажа, то получила категорический отказ в обмене музейными фондами с Пенсильванским музеем, даже дубликатами. Не менее холодный приём ожидал и в Императорской Академии наук. Намного удачнее сложилось общение в Московском этнографическом музее.

#### «Кодекс Наттолл»

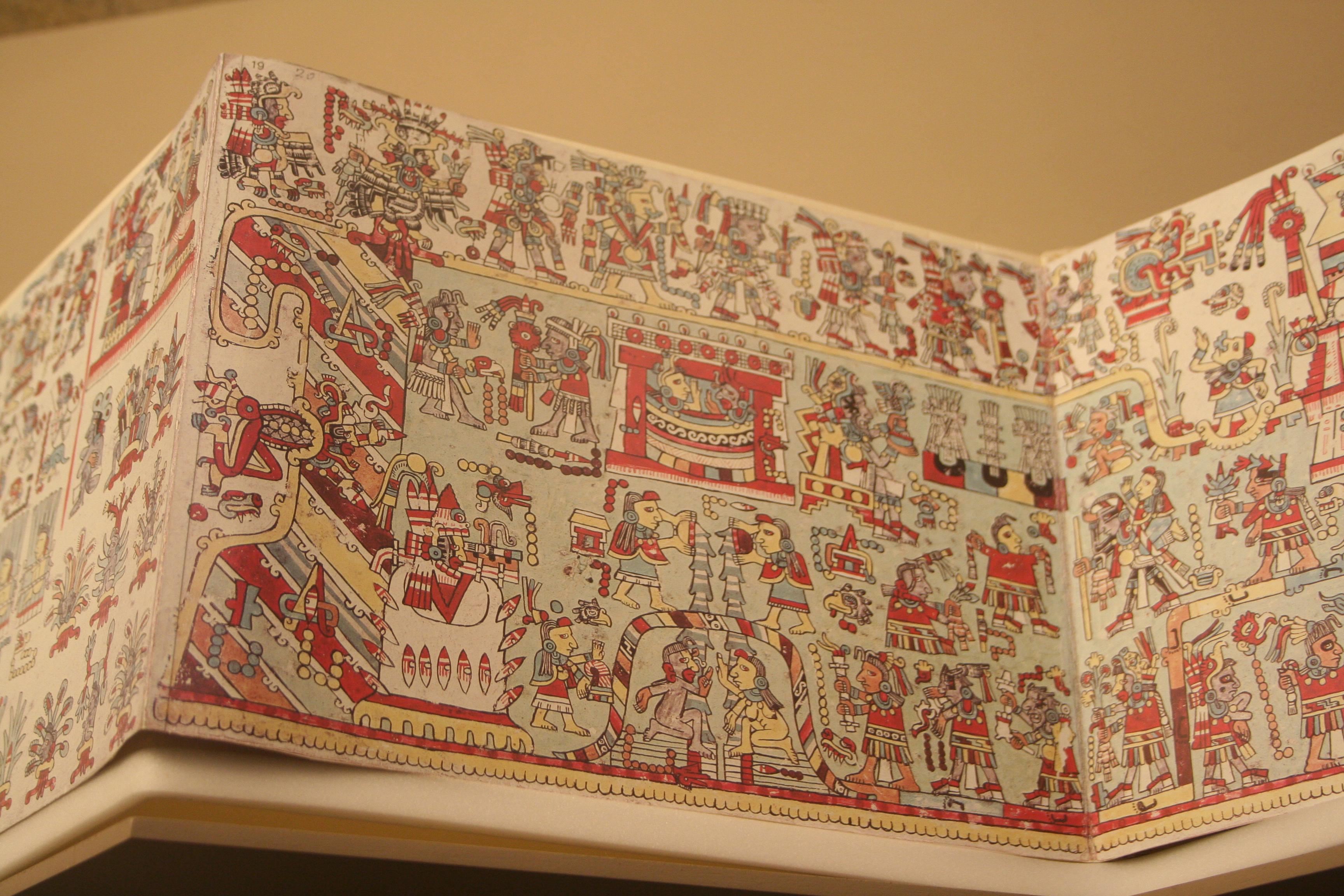
Кодекс Зуш-Наттолл

Во второй половине 1890-х годов Зелия Наттолл постепенно отошла от музейных дел: Ф. Херст и С. Стивенсон не имели авторитета для нового руководства, которое подчинило Пенсильванский музей университету. Даже к 1901 году доставленные из России ящики с экспонатами не были распакованы и оприходованы. Университетский совет также тянул с решением вопроса об устройстве русской выставки. К 1960-м годам русская коллекция вообще была забыта; в XXI веке экспонаты, закупленные З. Наттолл, были внесены в каталог и оцифрованы, но так никогда и не выставлялись. Исследовательница, избавленная от материнских забот (Надин пребывала в пансионе), занималась осмыслением древнемексиканской цивилизации, настаивая, что масштабы человеческих жертвоприношений существенно преувеличиваются. Много времени и сил заняло факсимильное издание «Кодекса Наттолл». Этот миштекский кодекс был идентифицирован в 1859 году во флорентийском монастыре Сан-Марко, когда его книгохранилище стало публичной библиотекой. Зелия Наттолл узнала о его существовании в 1890 году от Паскуале Виллари, с которым была дружна, однако к тому времени рукописи в библиотеке уже не было. Английский коллекционер Джон Темпл Лидер выкупил рукопись и передал её Роберту Керзону, лорду Зуш, который рассчитывал выпустить факсимильное издание, представившее «ужасный облик ацтеков». После его кончины в 1873 году наследники не интересовались библиотекой, и передали кодекс в Британский музей (официально в его фонд вошёл в 1917 году). Зелия Наттолл поддерживала тогда добрые отношения с сэром Эдуардом Томпсоном, главным библиотекарем и директором музея. В июне 1898 года Зелия Наттолл впервые открыла страницы кодекса, и писала, что «это самый великолепный образец древнемексиканской исторической рукописи, который я когда-либо видела». По её просьбе рукопись была передана Бодлеанской библиотеке для исследования; далее она показала кодекс куратору Музею Пибоди Чарльзу Боудичу, который согласился с необходимостью факсимильного издания и взялся финансировать проект. В переписке с Патнэмом летом 1899 года Зелия описывала необходимые работы и их стоимость. Для воспроизведения наняли лондонского литографа Гилберта Уайтхеда, однако работа оказалась столь трудоёмкой, что немецкий переплётчик Адолар Рёль получил готовые листы только в мае 1901 года. Наттолл контролировала все этапы работы и в конце потратила три дня, чтобы удостовериться, что бумага хорошо передаёт фактуру оригинала, изображения матовые, а не глянцевые, и верно воспроизведены оттенки и фигуры. Было отпечатано 498 экземпляров, из которых 300 переплели точно так же, как доколумбов оригинал — «гармошкой». Зелия Наттолл лично составила список 100 человек, получающих обязательные экземпляры бесплатно, включая президента Мексики Порфирио Диаса и министра образования Хусто Сьерра. Тогда же начался конфликт с генеральным инспектором древностей Леопольдо Батресом, который считал себя достойным бесплатного экземпляра (а потом потребовал для своего ведомства четыре). Издание оказалось чрезвычайно затратным: общий бюджет составил 4000 долларов (156 000 в ценах 2024 года), в продажу издание выпускалось по цене 20 долларов за экземпляр (752 доллара). Впрочем, далее оказалось, что Музей Пибоди не сумел организовать информирования потенциальных покупателей, хотя его издательство располагало подпиской. В сентябре 1902 года было продано всего 9 экземпляров книги. По мнению исследовательницы Ш. Вэлиант, это стало одной из причин прекращения сотрудничества Музея Пибоди и Зелии Наттолл, хотя она рассчитывала издать Флорентийский кодекс.

### Три десятилетия в Мексике (1902—1933)

#### Дворец Альварадо

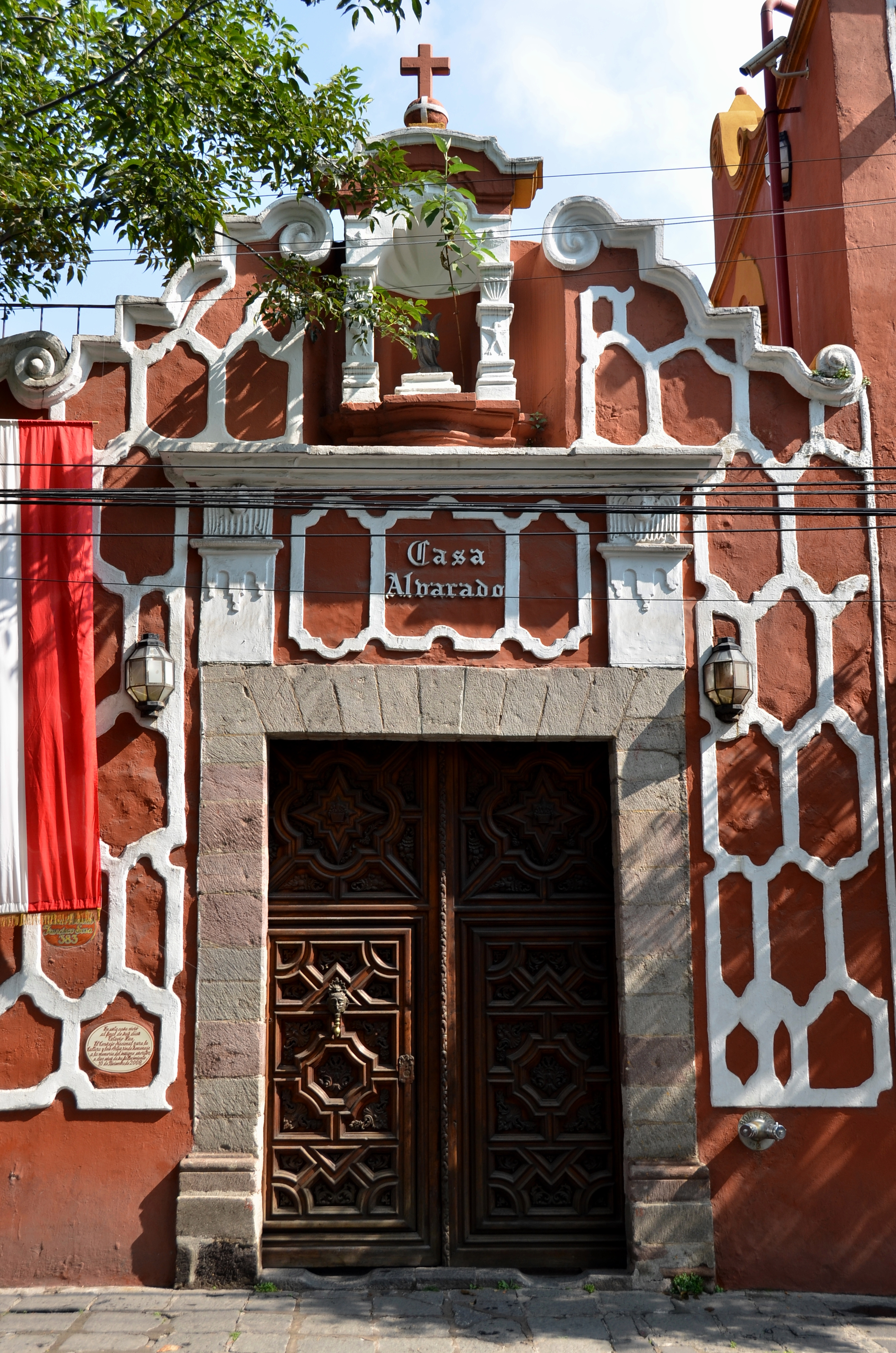
Вход во дворец Альварадо

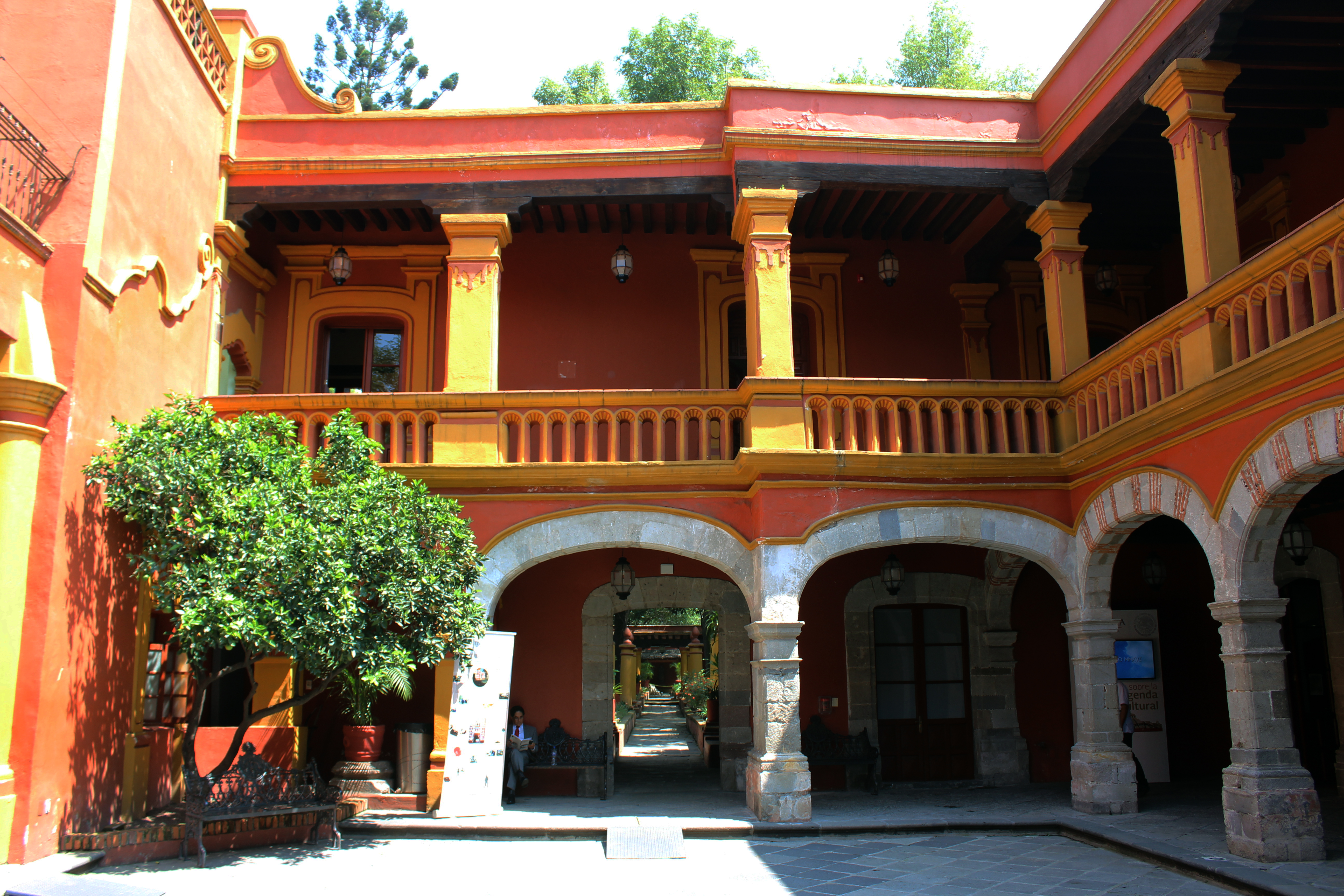
Центральный двор «Каса Альварадо»

В феврале 1902 года 45-летняя Зелия Наттолл с дочерью приехала в Мехико. Они располагали рекомендательными письмами к президенту Порфирио Диасу и его супруге донье Кармен, заверенными лично Фиби Херст; аудиенция состоялась при посредстве посла США, дону Порфирио было вручено издание «Кодекса Наттолл». Привыкшая к кочевой жизни и съёмным квартирам дама неожиданно для самой себя (по крайней мере, так следует из переписки) заинтересовалась дворцом Альварадо в Койоакане, при котором имелось подсобное хозяйство и сад. Покупка состоялась в июне. 19-летняя Надин писала бабушке: «Наконец-то прощаемся с неопределённой жизнью последних лет». Приобретение недвижимости потребовало существенных вложений: пришлось заменить крышу, проложить современную канализацию и установить сантехнику, заменить плиточные полы и привести в порядок сад; работы продолжались до поздней осени 1903 года, когда прибыло имущество из Дрездена — 140 ящиков с мебелью, коллекциями, библиотекой и гардеробом. Сама хозяйка обосновалась на втором этаже, где выбрала солнечную спальню; в кабинете-библиотеке был устроен камин. Сад был окружён высокой стеной и там имелись солнечные часы и фонтан. Хозяйство держалось на домоправительнице — Терезе Альварес, которая прослужила у доны Зелии три десятка лет. Хотя легенда утверждала, что дворец возвели в 1521 году (и новая хозяйка установила над входом табличку «Каса Альварадо») собственные архивные изыскания миссис Наттолл свидетельствовали, что усадьба появилась не ранее XVIII века. Приобретение первого в её жизни постоянного дома существенно сказалось на образе жизни Зелии, которая гораздо больше времени стала проводить на одном месте и чаще путешествовала по Мексике, а не по всему миру. Койоакан оказался удобным для жизни: при президенте Диасе в регионе Мехико было проложено 100 миль (160 км) трамвайных путей, которые связывали Мехико со всеми пригородами; улицы были замощены, проложены телефонные линии и электричество.
В октябре 1902 года в Нью-Йорке проводился XIII Международный конгресс американистов, — впервые на территории США. Тематика мексиканской археологии явно выносилась на первое место. Президентом Конгресса был Жозеф Флоримон, герцог де Луба; Мексику представляли политик и археолог Альфредо Чаверо и инспектор древностей, археолог и антрополог Леопольдо Батрес. На конгрессе произошёл скандал между руководителями мексиканской делегации, ибо Чаверо высоко оценил работы Маршалла Сэвилла в Монте-Альбане, тогда как Батрес приписал все достижения лично себе. Скандал дошёл до страниц лондонской Times, оба противника пожаловались лично президенту Диасу, который распорядился отозвать Батреса. Произошло знакомство с 22-летним майянистом Альфредом Тоззером, который посещал мать и дочь Наттолл во дворце Альварадо и писал семье, что Зелия совсем не похожа «на автора увесистого тома о мексиканских символах». Альфред не скрывал увлечения Надин, миссис Наттолл сочла его подходящей партией, он даже стал называть её «тётушкой». Вместе они совершили путешествие по Юкатану, пришедшегося на дождливый сезон: Зелия отправилась по тем археологическим местам, которые были ей интересны. Поездка началась в Оахаке, продолжилась в Митле, где Наттоллы общались с Маршаллом Сэвиллом, направлявшимся в Копан на средства герцога де Луба. Близ Оахаки располагалось поместье англичанина Альфреда Модсли и его жены-американки Энн, с которыми Зелия познакомилась на Колумбовой выставке в Чикаго. Модсли владели золотой шахтой, на которой работами руководил инженер Артур Лоутон, у которого завязался роман с Надин, и за которого она вышла замуж в 1904 году, несмотря на неодобрение матери, желавшей, чтобы жених «был побогаче». В сезон 1902 года Зелия, Надин и Тоззер провели также пять дней в Чичен-Ице — в асьенде Эдварда Томпсона, на территории которой и располагалось городище. Тоззера возмутили условия, в которых жили и работали пеоны Томпсона, сравнивая это с «рабством на американском Юге». Тогда же в асьенде квартировала англичанка-художница Адела Бретон, которая по заказу Модсли копировала в натуральную величину древние индейские фрески Храма Ягуаров. Если мисс Бретон легко нашла общий язык с Тоззером и они около двадцати лет переписывались, то с Зелией Наттолл у них сложились гораздо более сложные отношения.
В 1900-е годы Зелия Наттолл и её дворец стали важным объектом общественной жизни в Мексике: её посещали государственные чиновники и археологи, и сама она считала, что активно стимулирует развитие науки в этой стране. Донья Зелия активно искала музейные экспонаты, в том числе для перепродажи Музею Пибоди или Калифорнийскому университету, ибо её работу финансировал Фонд Крокер — Рид, а также Фиби Херст, редко отказывавшая в покупке особо редкостных предметов. Миссис Наттолл коллекционировала традиционный текстиль и вышивки из Чьяпаса, Пуэблы и Оахаки, а также активно работала в государственных архивах, особенно интересуясь инквизиционными делами XVI—XVIII веков, в которых содержалось множество сведений о «суеверных обычаях» индейцев. Далее она наняла старого касика Мариано Рохаса из Тепостлана, хорошо владевшего науатлем, как консультанта при работе с колониальными индейскими текстами, записанными латиницей. В 1904 году Зелия купила свой первый фотоаппарат и увлеклась археологической и этнографической фотографией, совершив две поездки в Теотиуакан, Тепостлан и Куэрнаваку, о чём отчитывалась попечителям Калифорнийского университета. Привычный для неё образ жизни требовал больших средств, и в результате Крёбер даже обвинял её в использовании грантов фонда для личных нужд. Зелия пыталась сдавать в своём дворце комнаты, продавала драгоценности и даже редкие документы из своего собрания; родственники отказывались давать ей деньги, считая покупку дворца авантюрой. После рождения внучки — дочери Надин — Зелия не поехала в Оахаку, после чего рассорилась с дочерью. Великое землетрясение 1906 года в Сан-Франциско уничтожило ряд объектов недвижимости, приносивших Наттоллам доход, разрушился и дом брата Джорджа; следовало опасаться, что Магдалена, поселившаяся в Англии, проведёт оставшиеся ей годы в бедности. Зелия писала Крёберу, что лишилась двух домов в Сан-Франциско и теперь ей придётся осваивать ремесло журнального популяризатора или пытаться выступать с публичными лекциями. Ситуация несколько выправилась к 1908 году. Тогда же в Национальном архиве Мексики миссис Наттолл совершила открытие — рукопись XVI века, позволяющая скорректировать маршрут Фрэнсиса Дрейка в Новом Свете. Зелию избрали в оргкомитет научного конгресса 1910 года, приуроченного к столетию независимости Мексики.

#### Конфликт с Леопольдо Батресом и конгресс американистов 1910 года

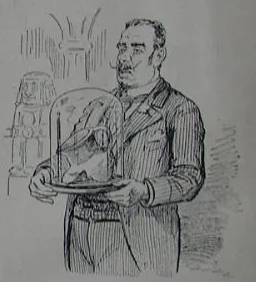
Карикатура на Леопольда Батреса работы Хосе Мария Вилласаны 1896 года

В 1908 году за свои заслуги Зелия Наттолл была удостоена почётного профессорского звания Мексиканского национального музея. Это в известной степени обострило её отношения с американистом Эдуардом Зелером и инспектором древностей Леопольдо Батресом. Зелер был непримиримым противником теорий, которым отдавала дань и З. Наттолл, например, что Юкатан был каким-то образом связан с Атлантидой. Равным образом он был противником диффузионизма, обосновывая невозможность контактов между Старым и Новым светом до Колумба, поскольку сомнительно, чтобы от встречи цивилизаций вообще не осталось бы никаких письменных свидетельств. Он никогда не проводил адресной критики работ З. Наттолл, не называя её по имени, утверждая отсутствие любых реальных связей между языками Азии и Америки. Также у них были трения из-за издания Кодекса Мальябеки, факсимиле которого было в конце концов издано на средства герцога де Луба, а Наттолл написала для него предисловие. С Батресом у Зелии Наттолл были вполне рабочие отношения примерно до 1903 года, когда миссис Зелия гостила у Сэвилла на раскопках в Митле. Во время инспекционной поездки Батреса он лично потребовал у исследовательницы бесплатный экземпляр «Кодекса Наттолл», но она не стала этого делать из принципа, осуществляя «мщение» за его воспрепятствование работать в Монте-Альбане Альфреду Модсли. Это накладывалось на разногласия по вопросам методологии исследований и политики в отношении работы иностранных археологов. В 1908 году Зелия Наттолл открыла в Национальном архиве Мексики некоторые материалы о пребывании в Новом Свете Фрэнсиса Дрейка, в которых упоминался остров Исла де Сакрифисиос, недалеко от Веракруса. Задолго до этого на остров высаживался капеллан Хуан Диас из экспедиции Хуана де Грихальвы, где обнаружили следы человеческих жертвоприношений. 23 декабря 1909 года миссис Наттолл не смогла отплыть из Веракруса в Тампико из-за сильнейших ветров и решилась провести разведку на острове. 25 декабря Зелия наняла пеонов и обнаружила примерно три метра стены, сложенной наподобие образцов на Юкатане, а не в Центральной Мексике. Найденные керамические фигурки более напоминали стиль ацтеков, как и следы многоцветных росписей. Некоторые их контуры можно рассмотреть на выполненных ею фотографиях. В Мехико она обратилась к Л. Батресу за разрешением на раскопки и минимальным финансированием, рассчитывая закончить работы и представить результаты на сентябрьском Конгрессе американистов 1910 года. Исследовательница Шонаида Вэлиант сочла поведение Наттолл «наивным», ибо Батрес счёл её просьбу как попытку конкурировать с результатами его собственным работ в Теотиуакане. Францу Боасу она сообщала, что получила правительственное разрешение вместе с грантом на 500 песо (250 долларов), которых должно было хватить на наём пары рабочих, походное снаряжение и провизию. К тому времени она потратила 200 песо на закупку первоочередных запасов и фотоматериалов, рассчитывая возместить их из правительственных средств. Однако через три недели выяснилось, что ей выделили только 200 песо и приставили помощника инспектора — Сальвадора Батреса, сына Леопольдо. На Страстной неделе Зелия осталась в Мехико для выяснения условий, и не учла, что Сальвадор сразу отправился на остров, обнаружил там руины и немедленно заявил о своём приоритете, что было объявлено через правительственный официоз El Imparcial.
Зелия Наттолл обратилась к президенту Порфирио Диасу (его сын Порфирио-младший сам увлекался археологией) и отправила письмо в редакцию журнала American Anthropologist, а в апреле демонстративно вышла из международного оргкомитета Панамериканского международного конгресса. К тому времени Батрес-старший затеял перегруппировку экспонатов Национального музея по морфологическому, а не географическому принципу, отвергнув все инновации Э. Зелера. Батрес использовал метод сериации, предложенный Питт-Риверсом ещё в 1860-е годы, и позволявший наглядно демонстрировать изменения формы изделий с течением времени. Главной причиной гнева миссис Наттолл стало то, предметы с Исла-де-Сакрифисиос теперь были сгруппированы с предметами из Теотиуакана. В апреле 1910 года Зелия Наттолл отказалась от почётного звания профессора. Она широко освещала свою борьбу: в мае 1910 года изложила свою позицию в англоязычной газете The Mexican Herald и незадолго до открытия конгресса в июньском номере журнала American Anthropologist. Батрес обратился к директору Национального музея антропологии Хенаро Гарсии и министру народного образования Хусто Сьерре, и успел опубликовать по-испански свой ответ Зелии Наттолл, где издевательски называл её «вдовой Пинар» (хотя её бывший муж был ещё жив и в профессиональной деятельности она всегда использовала девичью фамилию). На стороне Зелии решительно выступили авторитетные в мире американистики Альфред Модсли, Альфред Тоззер и Адела Бретон; не оставила она и инвектив Батреса, опубликовав свой ответ в New York Evening Post, сопровождаемый редакционным примечанием. В переписке с Ф. Боасом Наттолл прямо заявила, что намерена заменить Батреса на Мануэля Гамио, которому она смогла выбить стипендию, ибо министр образования и правительство открестились от поддержки инспектора по делам древностей.
Панамериканский международный конгресс 1910 года включал две сессии, проводимые в Мексике и Аргентине, разнесённые по времени, чтобы потенциальные участники смогли участвовать в интересующих их секциях. Сессия в Мехико (она же — Семнадцатый конгресс американистов) открывалась 8 сентября, и была спланирована так, чтобы участники побывали на праздновании столетия независимой Мексики, а Леопольдо Батрес далее вёз коллег в обзорную экскурсию по Теотиуакану, демонстрируя масштабы раскопок и проводимых под его руководством реставрационных работ. Судя по воспоминаниям современников и опубликованным протоколам, конгресс проходил в напряжённой обстановке: с внешней стороны в Мексике сложилась революционная ситуация и кризис нарастал; кроме того, конфликт Наттол и Батреса достиг пика перед открытием конгресса и мог привести к расколу между участниками; Зелия Наттолл в последний момент объявила о своём участии, вероятно, «не пожелав уступить своим врагам». Уже на открытии конгресса (проходившем в Министерстве народного просвещения) был подан протест секретаря Национального музея Немесио Гарсии Наранхо, которого вице-президент Конгресса Л. Батрес исключил из программы; его выставили с заседания, но приём оказался сорван. На следующий день Зелия Наттолл распространила петицию за включение мексиканских делегатов в программу выступлений и протест против «оскорбительных» действий Батреса. Поездка в Теотиуакан оказалась очень представительной: в делегацию входили двести человек во главе с президентом Мексики П. Диасом и министром народного просвещения Х. Сьерра, среди учёных выделялись Эдуард Зелер (президент конгресса), Франц Боас и Алеш Грдличка; поехали также Альфред Тоззер, почётный консул в Чичен-Ице Эдвард Томпсон и сама Зелия Наттолл, формально представлявшая Калифорнийский университет. Адела Бретон ездила в Аргентину, но отклонила приглашение в Мексику. Все участники конференции фотографировались на фоне Пирамиды Солнца, Батрес проводил экскурсии по объектам и новооткрытому археологическому музею Теотиуакана. Торжественный обед сервировали в священной индейской пещере, названной в честь президента Диаса. Команда Л. Батреса расчистила Пирамиды Солнца и Луны, переместив около 700 тысяч тонн грунта, укрепила основания пирамид (хотя его критиковали за искажение облика постройки), проложила железную дорогу и построила станцию. Общий бюджет работ на сентябрь 1910 года превысил 566 тысяч песо. Это нисколько не впечатлило участников конгресса и на возобновившихся в Мехико заседаниях он стал повергаться нападкам. Зелия Наттолл провела несколько неформальных встреч и коктейль-пати у себя в Койоакане, на которые приглашались исключительно зарубежные гости конгресса. В результате обвинений в грубейших ошибках и незаконной торговле древностями после конгресса Леопольдо Батрес был вынужден уехать в Испанию, где проживал до 1922 года. Как отмечала Ш. Вэлиант, такие обвинения со стороны З. Наттолл и А. Тоззера являлись чистейшим фарисейством, ибо Тоззер вывозил в Музей Пибоди обнаруженные на раскопках нефритовые изделия майя. В переписке можно отыскать свидетельства по крайней мере десяти актов контрабанды, совершённых Зелией Наттолл; например, она продала в Музей Пибоди два ониксовых сосуда из Митлы. Батрес, входя в ближайшее окружение президента Диаса, ставил во главу угла приоритет мексиканской науки и мексиканского государства (не забывая о личном благосостоянии), тогда как его американские и европейские оппонтенты рассуждали о «приоритете мировой науки», в рамках которой музеи, университеты и исследовательские институты Старого Света и США могли «разумнее» распорядиться находками. Право первооткрывателя ставилось превыше мексиканских законов, и археологические находки считались собственностью того западного государства, которое представлял исследователь.

#### Революционные годы

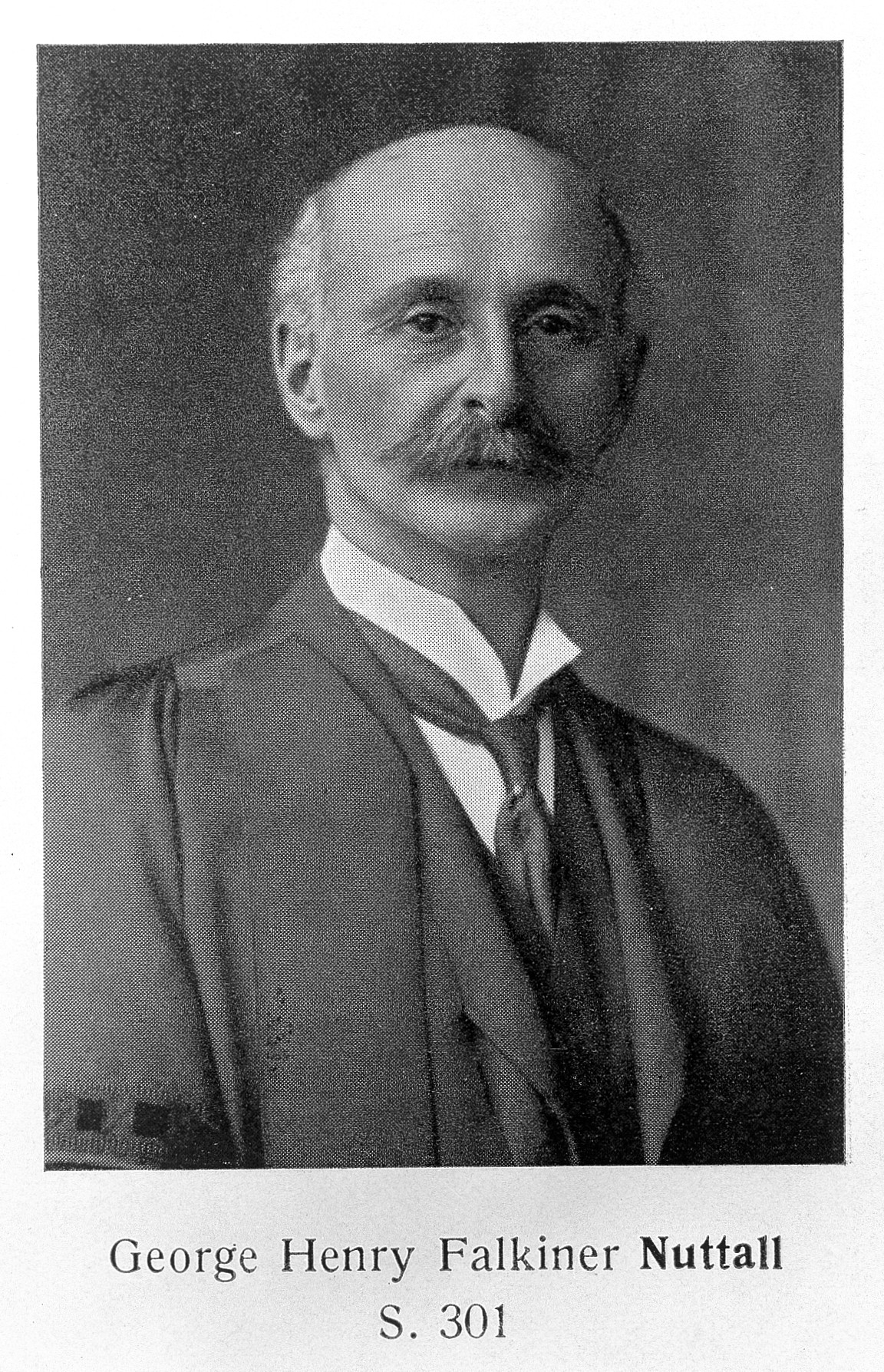
Джордж Наттолл — брат Зелии

После начала революции в июне 1911 года Зелия Наттолл покинула «Каса Альварадо» и отправилась в Великобританию. Формально это не было бегством: миссис Наттолл начала новый проект — ещё в 1908 году она нашла рукопись показаний некоего португальского капитана Нуну де Силва из Порту, который в 1577—1578 годах был захвачен в плен англичанами и участвовал в кругосветном путешествии Дрейка до южного побережья Оахаки, где был высажен в Гуатулько. Миссис Наттолл осваивала новый источник — протоколы мексиканской инквизиции, среди которых нашёлся и данный сюжет. Волнения в Мексике были удобным предлогом, чтобы отправиться в архивы Европы и навестить родственников: её брат Джордж был женат на германской аристократке и стал профессором бактериологии в Кембриджском университете; сестра Роберта вышла замуж за барона Франца фон Ригаля, а мать Магдалена обосновалась в Танбридж-Уэллсе. По пути Зелия была приглашена на садовый приём в Белом доме, устроенный президентом Тафтом, а в Испанском обществе Нью-Йорка нашла копию карты, оригинал которой был составлен Фрэнсисом Дрейком. Зелия общалась с матерью и работала в архиве под руководством свёкра своей дочери Надин — историка сэра Джона Лоутона. Далее поиски архивных фондов привели исследовательницу в Испанию (архив в Симанкасе, Архив Индий в Севилье и государственный архив в Мадриде), Флоренцию (где на аукционе она купила редкую прижизненную гравюру с портрета Дрейка), Рим, Венецию и Париж. В процессе поисков обнаружился и единственный уцелевший судовой документ — дневник капитана Силва, который он вёл от 9 января 1577 года по 13 ноября 1578 года. Сборник документов «Новый свет, [пролитый] на Дрейка» был принят к публикации Обществом Хаклита, принеся гонорар 100 фунтов стерлингов. Работа была отмечена рецензентами лондонской «Таймс» и «Географического журнала»: показания португальского капитана демонстрировали, что Дрейк был истинным джентльменом, знатоком навигации и умелым стратегом. В процессе поисков обнаружилась и Crónica de la Nueva España — рукопись Франсиско Сервантеса де Салазара, первого канцлера Королевского и папского университета Мехико. Доклад об этом документе был представлен на XVIII Международном конгрессе американистов в Лондоне в 1912 году и вызвал скандал, так как о своём приоритете в открытии рукописи объявил и Франсиско дель Пасо и Тронкосо — видный мексиканский историк, многие годы работавший в архивохранилищах Европы. Он убедительно доказал, что обнаружил рукопись ещё в 1908 году, и это в известной степени негативно сказалось на репутации Зелии Наттолл в среде мексиканских учёных. В том же 1912 году миссис Наттол получила уведомление из посольства США в Мексике, в котором рекомендовалось представить в Госдепартамент опись всего её имущества в «Каса Альварадо» и передать копии ключей в консульство, на случай необходимости предъявления исков или оценки ущерба.
В декабре 1914 года Зелия Наттолл отправилась в Сан-Франциско к родственникам, полагая, что пока в Мексике не урегулируется политическая ситуация, она не сможет вернуться. На малой родине её не было десять лет, и возвращение затянулось ещё на три года. К моменту приезда шла подготовка Панамо-Калифорнийской выставки. В организационном комитете заседала 71-летняя Фиби Херст, Хильда Наттолл (вдова старшего брата Джона) и Этель Сперри Крокер — глава Фонда Крокера — Рида; они присудили Зелии одну из трёх медалей, которыми отметили выдающихся женщин-учёных и общественных деятельниц (ещё Джейн Аддамс и Кэтрин Дэвис). Чествование Зелии Наттолл в рамках выставки длилось неделю, она прочитала лекцию об издании документов о сэре Фрэнсисе Дрейке, но в целом антропологический отдел по посещаемости и богатству был несопоставим с размахом Колумбовой выставки 1893 года. Ужиться с Хильдой в одном доме Зелии тоже не удалось, и она переехала в отель. Ситуация с финансами оставалась тяжёлой: о судьбе недвижимости в Койоакане оставалось гадать; Зелии пришлось продавать свою долю недвижимости в Сан-Франциско и обращаться за грантом на исследования в Институт Карнеги, однако его так не получила, ибо не считала нужным лоббировать свои достижения. В конце концов Фиби Херст купила коллекцию индейских пряслиц для музея Калифорнийского университета и предоставила 300 долларов взаймы. На её средства Зелия съездила на Аляску и добралась до Форт-Юкона, откуда отправилась на Гавайи по следам капитана Джеймса Кука. В 1916 году скончался главный покровитель Зелии — Фредерик Патнэм. В 1917 году скончалась Эбби Пэррот — вдова деда Зелии, оставив некоторое состояние. Несмотря на предостережения, Зелия поехала в Мексику и 1 июня 1917 года переступила порог своего дома в Койоакане, обнаружив его невредимым. Фиби Херст в очередной раз выслала ей деньги, чтобы заплатить долги по налогам и жалованья прислуге; требовалось также высылать деньги Надин. Перспективы заработка были туманны: Калифорнийский университет убрал из издательского плана второй том «Кодекса Мальябеки». В конце концов реализация недвижимости в Сан-Франциско принесла 33 000 долларов; также она попыталась продать фруктовый сад своего поместья и питалась преимущественно тем, что давал приусадебный участок. В сезон 1918—1919 годов это привело к изучению традиционного индейского садоводства, огородничества и кухни. Купленное на рынке в Сочимилько растение было идентифицировано как новое и получило имя Chenopodium nuttalliae. В 1919 году вышла обобщающая статья в двух частях о доколумбовом огородничестве и садоводстве в Мексике, а в 1923 году Смитсоновский институт перепечатал «Сады Древней Мексики» в своём ежегодном отчёте.
Осенью 1923 года в Мехико состоялось знакомство Зелии Наттолл и Дэвида Лоуренса, оно отразилось в романе «Пернатый змей» в образе деспотичной любительницы ацтекской археологии миссис Норрис. Когда книга вышла в 1926 году, Зелия была в ярости и, по слухам, вышвырнула её из окна; в дальнейшем в доме было запрещено говорить на тему романа и его автора.

#### Последние годы

Реставрационные работы в древней обсерватории «Караколь» в Чичен-Ице. Фото с северного фасада, 1929 год

После своего 65-летия Зелия Наттолл стремительно оказывалась на периферии археологических и антропологических исследований, так как уже не осталось покровителей, способных обеспечить ей доступ к грантам или исследовательским программам или хотя бы дать советы, как соответствовать новейшим тенденциям в науке. В антропологии отныне господствовала культурно-историческая школа, противоречившая взглядам и убеждениям миссис Наттолл (по словам М. Гриндл, «она перестала быть членом клуба»). Тем не менее, исследовательница-самоучка не снизила публикационной продуктивности: между 1920 и 1933 годами вышло более тридцати статей в научных журналах Великобритании, Франции, Германии и Испании. Тематика их была самой разнообразной: древняя агрикультура, ацтекский солнечный культ, история инквизиции, новые документы о деятельности Дрейка и Кортеса. Он поддерживала общение с молодыми учёными, особенно Мануэлем Гамио, переписывалась с Боасом, Крёбером и Тоззером, а также оказывала моральную поддержку летним археологическим школам Эдгара Хьюитта, и была в большом возмущении, когда его студенты не захотели воспользоваться книжным собранием «Каса Альварадо». Нередко к ней приезжал и Сильванус Морли, возглавивший проект Института Карнеги в Чичен-Ице в 1926 году: «тётушка Зелия» (так же её называли Тоззер и Дж. Вайян) стала первым человеком, которой он сообщил, что мексиканское правительство одобрило многолетнюю экспедицию, сопряжённую с рестраврацией древних построек. Учениками Наттолл называли себя Франс Блом, а также гарвардский стипендиат Филип Минз, который зимой 1925—1926 года арендовал квартиру в «Каса Альварадо» и в полной мере воспользовался эрудицией своей хозяйки. Впрочем, с годами она становилась ревнивой к своему приоритету и иногда в резкой форме напоминала своим корреспондентам, если они не ссылались на её приоритет в исследовании Древней Мексики. В 1927 году у неё произошёл конфликт с Морли, когда Зелия Наттолл узнала, что на проекте реставрации «Караколя» у сооружения плоская крыша, тогда как она настаивала, что это солнечная обсерватория, созданная в рамках религиозного культа. Скандал разбирался с участием мексиканского посла и был вынесен на обсуждение Вашингтонского антропологического общества. В итоге миссис Наттолл доказала свою правоту.
В 1920-е годы Зелия Наттолл ещё поддерживала обычную для себя активность: в 1921 году приглашалась лектором Королевского антропологического института Великобритании, в 1926 году была делегатом Международного конгресса американистов в Риме и на конгрессе в Нью-Йорке, проводимом в 1928 году. В 1929 году в знак признания заслуг её пригласили в Париж на конгресс и выставку, посвящённую солнечным культам. Наконец, в 1930 году она посетила последний из своих конгрессов по американистике в Гамбурге. Впрочем, её эрудиция не была всеобъемлющей: в 1932 году у миссис Зелии случился конфликт с Альфонсо Касо из-за интерпретации находок в гробнице № 7 Монте-Альбана. Касо считал, что золотые и нефритовые украшения в уцелевшей гробнице правителя относятся к периоду миштеков, тогда как Наттолл настаивала, что это гробница Куаутемока. Когда её авторитет проигнорировали, она опубликовала материал в одной из газет и была готова «биться до конца», как выразилась её знакомая Лесли Симпсон. Касо смог окончательно датировать свои находки только три десятилетия спустя.

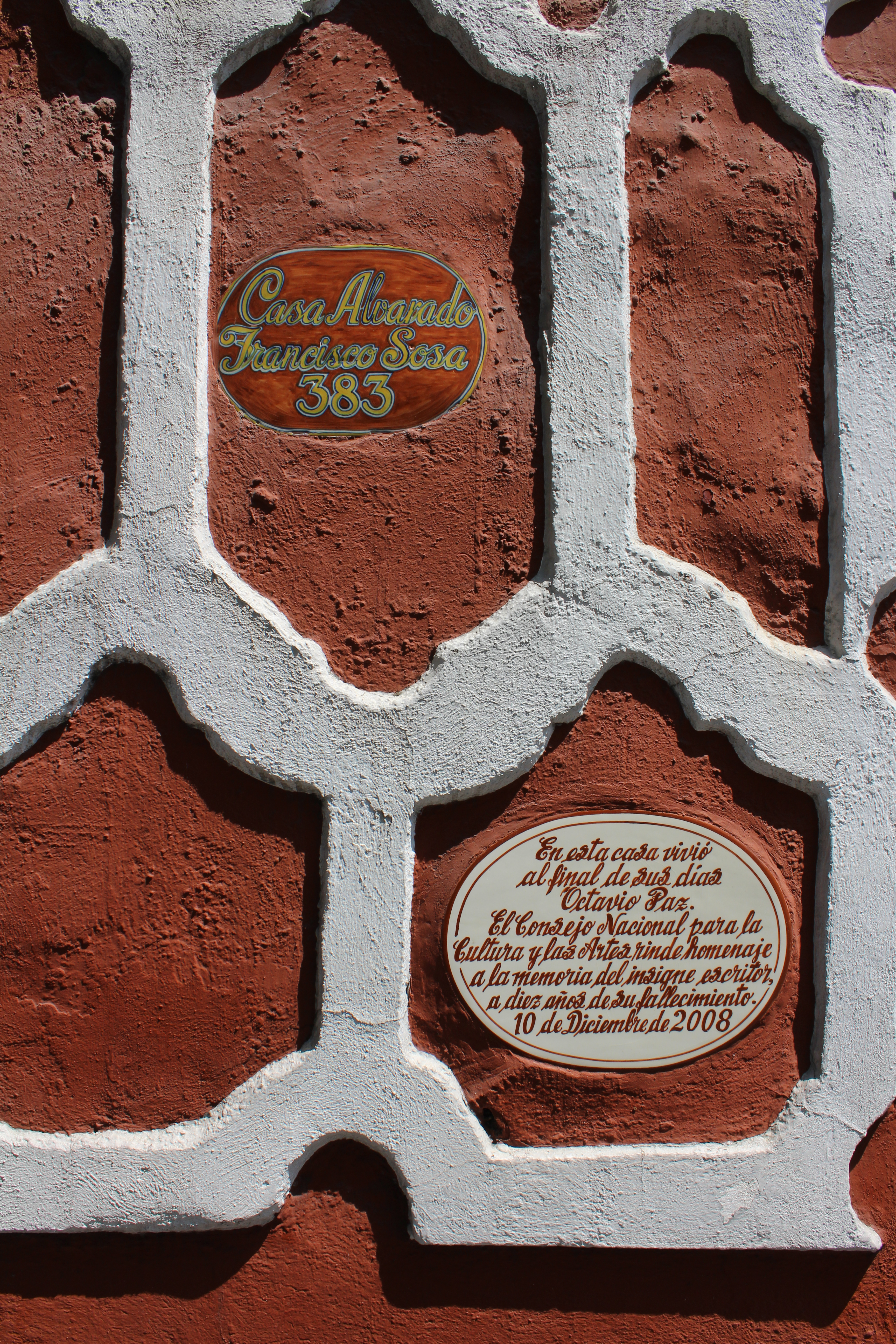
«Каса Альварадо»: табличка с адресом и памятная доска, удостоверяющая проживание в доме Октавио Паса

Окончательно погрузившись в долги, в 1928 году Зелия Наттолл вынашивала проект превращения «Каса Альварадо» в археологическую школу и библиотечный центр, финансируемый правительством Мексики, в котором она получит право проживания и займёт должность хранителя. Параллельно она решила воссоздать исконно мексиканский национальный праздник, который привлёк бы внимание общественности к ацтекскому наследию страны. Подходящим показался «день без тени» — короткий момент, когда солнце над Мехико находилось в зените и гномон на несколько минут не отбрасывал тени. В будущем этот праздник мог бы распространиться по всей Латинский Америке, чтобы «привить юным умам любовь к природе, наблюдениям и исследованиям». Оба проекта активно лоббировались ею в Секретариате народного образования и педагогическом институте. Разрешение было получено, и 18 мая 1928 года впервые после занятия Теночтитлана Кортесом в 1519 года в нескольких школах мексиканской столицы отпраздновали день без тени, а также было получено разрешение включить ацтекский Новый год в реестр национальных праздников. По её словам, в здании Педагогического института собралось 5000 школьников, перед которыми Зелия произнесла речь. Присутствовали иностранные дипломаты, включая посла США. Несколько следующих дней без тени отмечались во дворце Альварадо, куда приглашали жену президента, директора астрономической обсерватории, научных авторитетов и дипломатов. В 1929 году во дворце собралось 40 высокопоставленных гостей, а также 15 студентов-практикантов Летней антропологической школы Университета Нью-Мексико под началом Хьюитта. Несмотря на то, что день был облачным, во время прояснения гости наблюдали момент исчезновения тени, после чего начался тропический ливень, оправдывая древние верования. Мэрия Койоакана подсоединилась тогда к инициативе, и день без тени праздновался в индейском стиле под аккомпанемент барабанов и флейт; интерес к празднику выразил и министр образования Перу. Однако в 1930 году министерство образования Мексики и глава университета под влиянием инициатив США по ограничению мексиканской иммиграции, начали кампанию против З. Наттолл; в газете El universal вышла гневная статья, автор которой возмущался, что «американка пропагандирует ацтекские обряды». В газете напоминали, что оригинальный праздник вовсе не был радостным событием — в этот день в жертву Солнцу приносили детей. Мэр Койоакана в 1930 году не стал проводить публичных церемоний. Последний раз день без тени приурочили к поминкам по самой Зелии Наттолл в мае 1933 года: садовник дон Антонио восстановил солнечные часы, а экономка донья Тересита устроила угощение, хотя к тому времени три года не получала жалованье.
76-летняя Зелия Наттолл скончалась в «Каса Альварадо» 12 апреля 1933 года. Ни одного члена семьи не оказалось рядом; похороны на Американском кладбище организовал генеральный консул США, отчитавшись Надин Наттолл-Лоутон, что церемония прошла «красиво, просто и со вкусом». Отпевание прошло в Мексиканском епископальном соборе Крайст-Чёрч, на нём присутствовали более ста человек. В мае 1933 года внук — Джон Лоутон — был направлен в Мехико для ликвидации дел своей бабушки, обнаружив, что финансы находятся в катастрофическом состоянии: дом был многократно перезаложен, а сумма долга превысила 50 000 долларов (1 210 000 в ценах 2024 года). У Зелии даже не было банковского счёта, а единственным источником существования оставалась рента в 47 долларов в месяц (1140), выплачиваемая Хильдой Наттолл. Слуги предъявили иск на компенсацию в сумме жалованья за месяц за каждый просроченный год. Всё содержимое дома было описано и включено в залоговый акт, так что было невозможно устроить распродажу реликвий и библиотеки. Небольшой моральной компенсацией стало торжественное собрание в честь Зелии Наттолл, устроенное Географическим обществом Мексики, на который пригласили посла США и Джона Лоутона. Наконец, дом удалось сдать на три года семейству американского дипломата Ливитта: они не вносили платы, но обязывались вложить средства в восстановление постройки; имущество Зелии, кроме части мебели, было свалено в винный погреб. Наконец, «Каса Альварадо» в 1938 году стал собственностью автодилера Томаса Бриско Миллера, который погасил долги покойной Зелии. Вещи из винного погреба были выставлены на аукцион, вызвавший интерес общественности. Небольшая часть библиотеки была выкуплена Альфредом Тоззером, но значительная её часть была передана в издательство Porrúa на реализацию; часть бумаг была сожжена, уцелела только переписка, хранившаяся в ящиках письменного стола. После войны дом был выкуплен мексиканским правительством, использовался в качестве библиотеки Министерства образования, затем там располагалась редакция «Мексиканской энциклопедии» и Национальное статистическое бюро. Около года до своей кончины в 1998 году в доме квартировал Октавио Пас; после его смерти «Каса Альварадо» был отреставрирован и стал частью Национальной библиотеки — Национальной фонотекой.

## Научный вклад

### Общие положения

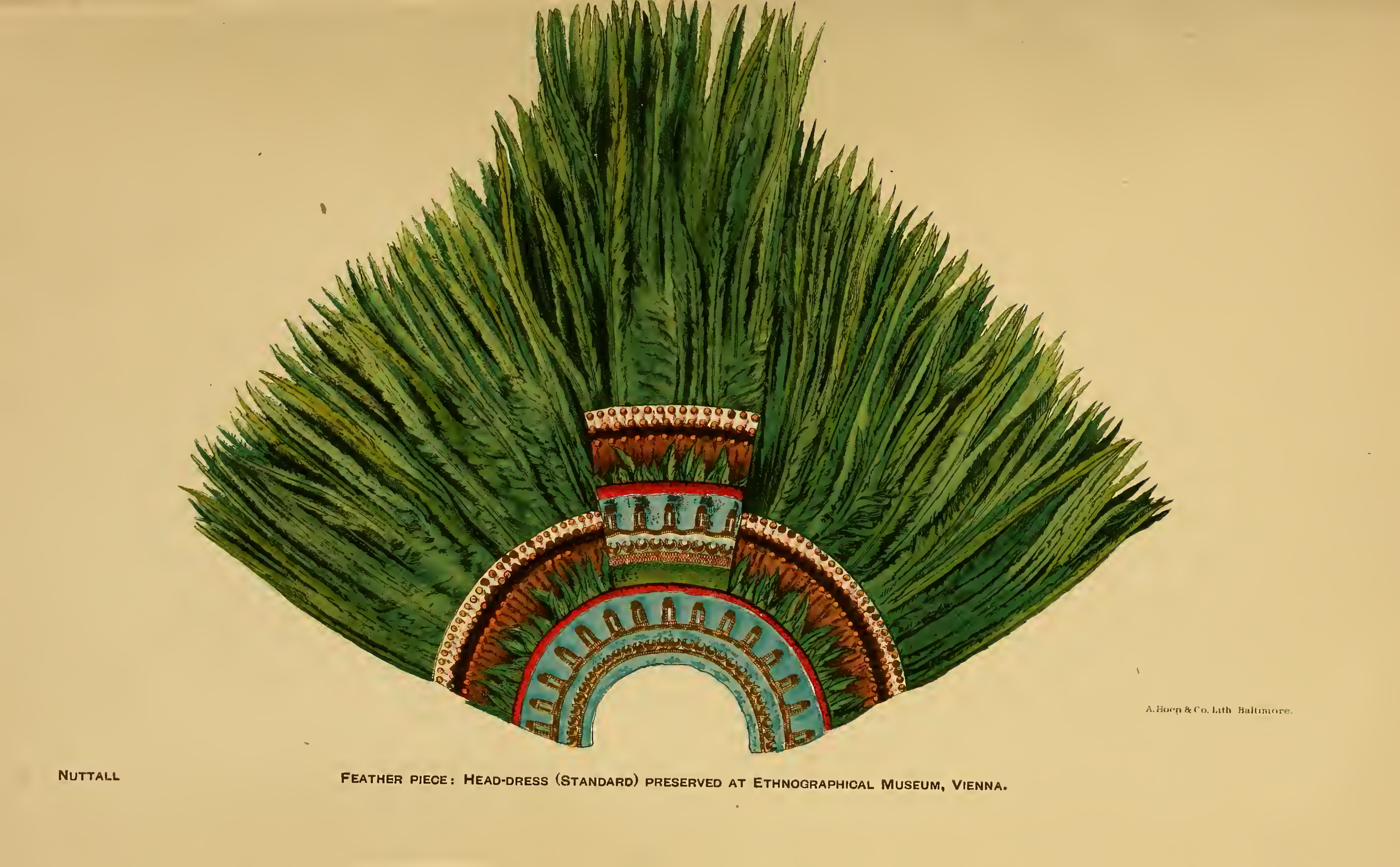
Головной убор мексиканского вождя. Иллюстрация из статьи: Zelia Nuttall. Ancient Mexican feather work at the Columbian historical exposition at Madrid, 1895, p. 330

Популяризатор археологии Лео Дойель так характеризовал научный вклад Зелии Наттолл:

На протяжении почти пятидесяти лет она оставалась признанным лидером американской археологии, которую своими усилиями помогла поднять до уровня археологии древнего Ближнего Востока. <…> …Несмотря на то что открытия Зелии Наттол причислили её к ряду ведущих первооткрывателей прошлого Америки, в более поздние годы её теории, в которых блестящее исследование сочеталось с умозрительными построениями, оттолкнули от неё новое поколение строго научно мыслящих, «специализированных» археологов, которые, впрочем, были обязаны ей много больше, чем они хотели то признать.
Писательница и археолог Аманда Адамс отмечала, что Зелия Наттолл в некотором смысле отличалась от женщин — пионеров археологических исследований викторианской эпохи, вклад которых принижался при жизни или становился известным только после смерти. «У Наттолл были качества звезды», а её происхождение и социальные связи в буквальном смысле открывали перед ней все двери; к тридцатилетию она получила в научном мире самостоятельную репутацию. Из переписки с Фиби Херст становится очевидным, что миссис Наттолл позиционировала себя в первую очередь как учёного, и стремилась использовать свою репутацию для развития тех областей знания, которые считала для себя первостепенными. Именно она смогла добиться выделения средств для обучения в США Мануэля Гамио и устроила его к Францу Боасу. С Боасом её роднило стремление превратить археологию и антропологию в строгую дисциплину, отделив её от коллекционирования и кладокопательства: «Наттолл хотела процесса, великих умов, современной науки и, в конце концов, больших и удовлетворяющих результатов». Впрочем, Кармен Руис показала, что положение Зелии Наттолл в археологической науке оказалось маргинальным в начале XX века, и остаётся таковым в истории науки XXI века. Антрополог Беверли Чиньяс характеризовала её как «блестящего архивного исследователя и археолога-самоучку».

### Зелия Наттолл — этнограф, антиквар, археолог

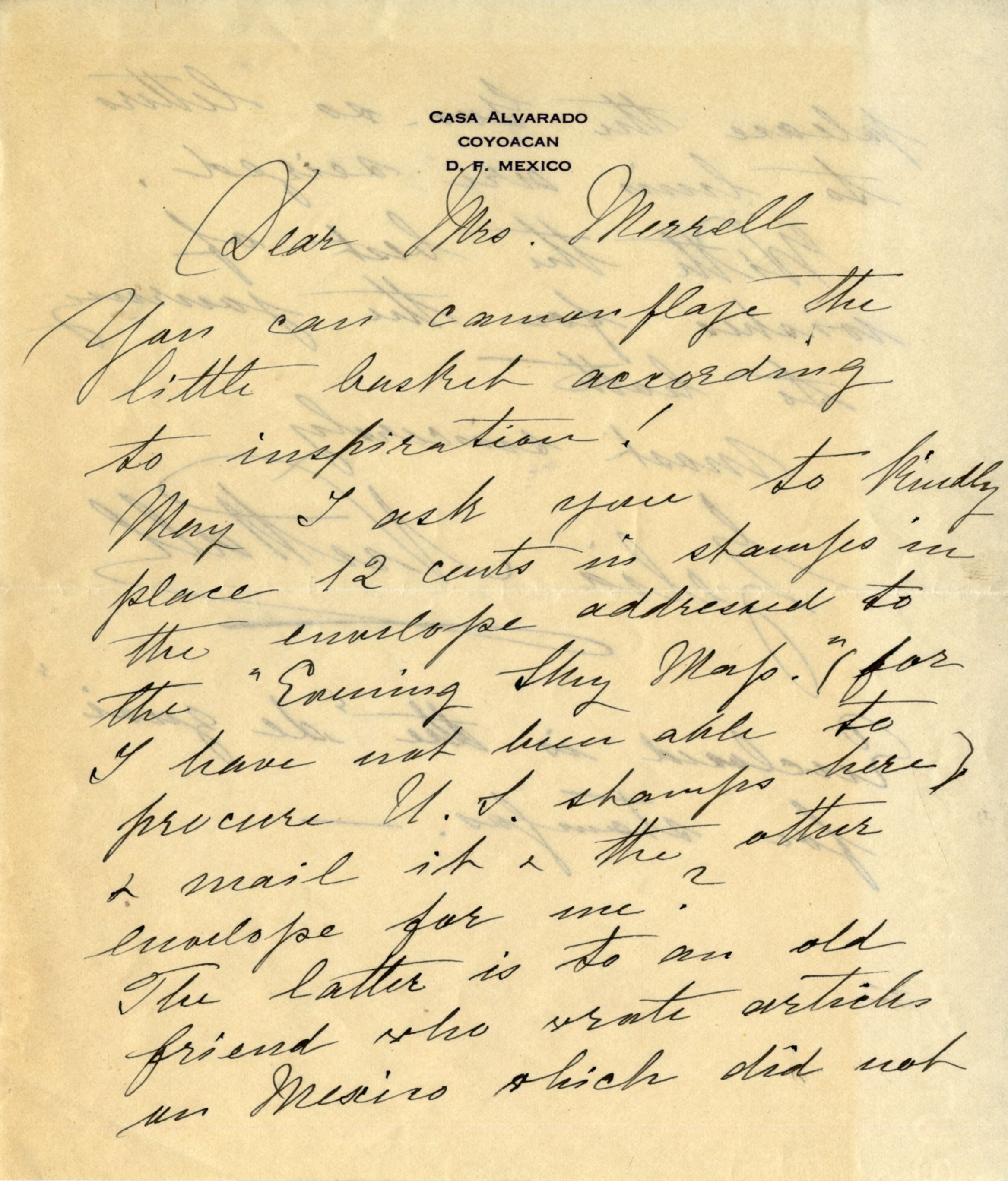
Автограф письма З. Наттолл на бланке с указанием её дома «Каса Альварадо». Отдел рукописей Кливлендской публичной библиотеки

Ещё до того, как она обосновалась в Мексике, Зелия Наттолл в 1897 году декларировала своё кредо как полевого исследователя: эта страна населена «потомками ацтекской расы», что требовалось доказать всеми научными средствами, включая археологию. Она безусловно признавала, что испанское завоевание несколько изменило образ жизни мексиканцев, но настаивала, что «четыре седьмых населения [Мексики] являются чистокровными индейцами, принадлежащими к разным племенам, а раса ацтеков представлена тысячами людей, наделённых прекрасным телосложением и интеллектом, которые говорят с большей или меньшей чистотой на языке Монтесумы». Иными словами, они отвергала как модную в её время концепцию вырождения, так и популярные взгляды на доколумбовых мексиканцев как «уродливых и кровожадных дикарей». Не чужды ей были и теории панамериканизма, и в той же статье миссис Наттол рассуждала об «узах всеобщего братства, объединяющих нынешних жителей этого великого и древнего континента с их достойными предшественниками,
которые в течение бесчисленных столетий трудились, страдали и стремились со всею серьёзностью решить, насколько это вообще возможно, великую загадку человеческой жизни». В силу рождения и образа жизни Зелия Наттолл осознавала значение высшего общества для реализации своих планов, и в Мексике эпохи порфириата вполне стала «своей», например была единственной женщиной, принятой в официальных Sociedad Cientifica Antonio Alzate и Sociedad Mexicana de Geografia y Estadistica. При этом К. Руис подчёркивала, что даже в 1900-е годы мезоамериканская археология ещё находилась в доинституционной стадии развития и фактически функционировала в социальной системе патроната, коллекционирования и торговли древностями, и научной переписки, как во времена классического антикварианизма. В этой системе были крайне размыты границы между личными, семейными и патронатно-клиентельными отношениями или между дружбой и клиентелой (как в отношениях З. Наттолл и Ф. Херст). В условиях, когда работа археологов в Мексике не всегда зависела от государственной и научной бюрократии, и являлась, скорее, частным делом, решение Зелии Наттолл приобрести собственный дом, в котором «все вещи, за исключением ванных комнат и электрического освещения, относятся к XVI веку», было одной из возможных научных и социальных стратегий. В переписке с Патнэмом 1902 года З. Наттолл проводила прямую связь между домом — своим личным пространством, и Мексикой — пространством своих исследований, в котором она «продвигает науку».
Интерес к архаическим культурам Мексики подстёгивался многочисленными находками древних скульптурок и керамических изделий прямо в саду койоаканского дома. Это было первое комплексное исследование мезоамериканской керамики на одном месте, выполненное Мануэлем Гамио. Помимо археологии З. Наттолл интересовалась цветоводством, ботаникой и агрикультурой, владела розарием и способствовала интродуцированию гавайского таро в городе Орисаба. Также она составила каталог индейских лекарственных растений, которые изучала и по доколумбовым источникам. По утверждению Айры Джекниса (Музей антропологии имени Фиби Херст), именно Зелия Наттолл в общении с Фиби Херст побудила её вложить средства в основание музея в Калифорнийском университете и в дальнейшем неизменно получала от неё финансовую помощь, в том числе в обмен на музейные экспонаты. В 1902—1905 годах З. Наттолл собрала коллекцию текстиля, в которую входят наиболее ранние документированные образцы тканых изделий цоцилей Чьяпаса, а также примечательное тканое полотно XVI века с изобразительной вышивкой из Пуэблы. Далее в течение десятилетия связи З. Наттолл с музеем ослабели, и лишь в 1915 году Ф. Херст на Панамско-Тихоокеанской выставке приобрела 389 мезоамериканских предмета из выставленной там коллекции. Одним из самых поздних образцов оказалась плетёная корзина авторской работы Марии Марты Сапутиму, приобретённая у антиквара в Мехико в 1918 году и подаренная музею.
Единственным случаем собственно археологических раскопок в жизни Зелии Наттолл была история на острове Исла-де-лос-Сакрифисиос. Кармен Руис отмечала, что Наттолл вела свои раскопки, исходя из рабочей гипотезы, что остров и был тем самым Ацтланом — мифической прародиной ацтеков. Основная часть работ на острове была совершена 27 декабря 1909 года: директор маяка в Веракрусе предоставил катер, на который погрузили рабочих и семейство друзей Зелии Наттолл. Были обнаружены фрагменты керамики, в том числе с изображением человеческого лица. На стенах имелись остатки орнаментов, написанных красной охрой.

### «Фундаментальные принципы цивилизаций Старого и Нового Света»

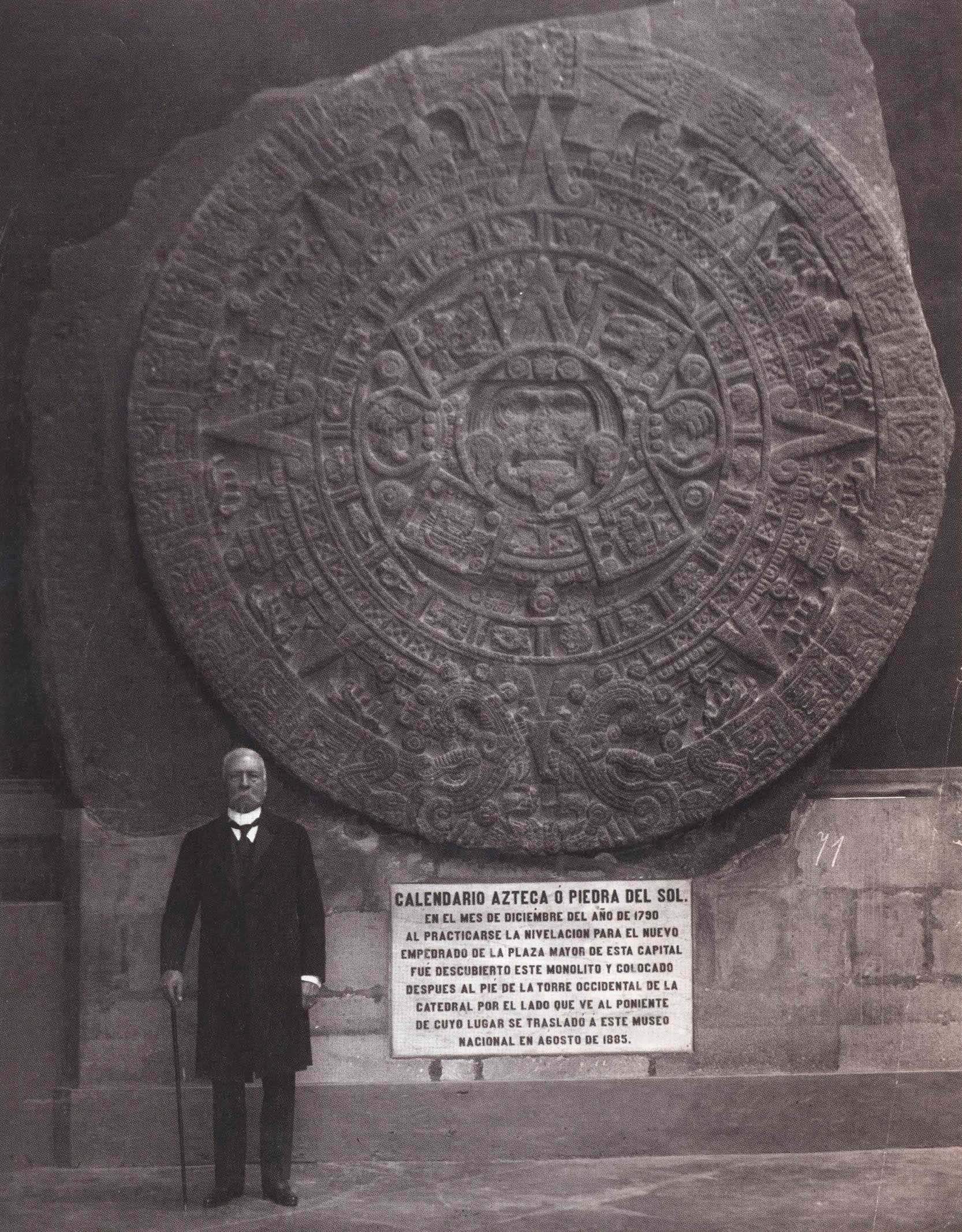
Президент Мексики Порфирио Диас на фоне «Камня Солнца»

Автор первой биографии Зелии Наттолл Мэрили Гриндл утверждала, что самая большая из публикаций исследовательницы — «Фундаментальные принципы цивилизаций Старого и Нового Света: сравнительное исследование, основанное на изучении древних мексиканских религиозных, социологических и календарных систем» — оказалась самой невостребованной и прочно забытой. В основе огромной по объёму книги, вышедшей в 1901 году (602 страницы, почти 200 000 слов), лежала статья об ацтекском ритуальном календаре, который З. Наттолл обобщила до глобального масштаба. Она исходила из того, что Камень Солнца — это вершина эволюции сознания первобытного человека, развивавшегося в ходе длительного наблюдения за явлениями природы. Автор утверждала, что в основе всех духовных представлений всего человечества лежал единый «Великий План», существование которого доказывается сходством символических и религиозных систем древнейших культур, соотносимых с космологическими явлениями. Первоначальной формой религии было единобожие, или признание существования единого источника жизни, основанного на почитании Полярной звезды. По мнению З. Наттолл, Полярная звезда являлась единственным центром, на котором основывалась мезоамериканская космология; когда звезды Большой Медведицы двигались вокруг Полярной звезды, они образовывали свастику. Четверичное деление пронизывает все сферы жизни — астрономический и аграрный год из четырёх сезонов, определяемых солнцестояниями и равноденствиями, откуда философская рефлексия выводила существование четырёх первоэлементов — земли, огня, воды и воздуха. Двойственность дня и ночи и двойственность человека — матери и отца, равно необходимых для продолжения жизни, определяла поиск других двойственностей — Солнца и Луны, земли и неба, света и тьмы, жизни и смерти. Двоичность и четверичность создавали возможности пространственных комбинаций, равно как всю множественность божеств в политеизме можно свести к Единому. У ацтеков таким божеством являлся владыка Севера — Тескатлипока, который являлся олицетворением недвижной полярной звезды. Остальные боги были привязаны к сторонам света, временам года, климатическим явлениям, и так далее. Таким же образом она «исследовала» египетскую мифологию, обнаружив там Атона — солнечный диск. По своим взглядам она являлась крайним диффузионистом, отстаивая средиземноморское расположение «колыбели цивилизаций», которые были разнесены по свету финикийцами. Иными словами, Зелия Наттолл отстаивала историческую синхронность развития культур Старого и Нового света, а различия между цивилизациями объяснялись изоляцией после прерывания первоначальной миграционной волны. При этом, «…вся интеллектуальная, моральная и религиозная эволюция человечества является результатом фиксированных законов, которые управляют вселенной». Археолог и популяризатор науки Лео Дойель отмечал, что после столь объёмного труда Зелия Наттолл, «по счастью», вернулась к более конкретным исследованиям.
Рецензенты не были в восторге от работы, находя многочисленные недостатки. Судя по материалам переписки, З. Наттолл весьма раздражённо реагировала на критику. Антрополог Томас Уилсон начал свою рецензию с констатации признания самой З. Наттолл в предисловии, что она вышла за рамки своей профессиональной специализации, сводя содержание «Фундаментальных принципов цивилизаций Старого и Нового Света» к прослеживанию происхождения и распространения свастики в культурах Старого и Нового света. При этом сама автор заявила, что не выдвигает никакой теории, рассматривая свой труд как «приглашение к дальнейшему исследованию и обсуждению». Ядром его была 41-страничная статья о свастике, но к моменту её окончания З. Наттолл настолько заинтересовалась прочитанным по данной тематике, что в итоге написала 600-страничный том. В его составе Древней Мексике посвящено 284 страницы, разным культурам Азии 82 страницы, Древнему Египту — 77 страниц, Европе — 30 страниц и разным вопросам культуры — 75 страниц. Миссис Наттолл также заявила, что «роль финикийцев как посредников древней цивилизации была больше, чем предполагалось, и что будущие исследования покажут, что Америка была колонизирована средиземноморскими мореплавателями». Главным недостатком издания является то, что огромный текст полностью лишён разбиения на части или главы, и, таким образом, не имеет оглавления, что сильно затрудняет понимание предмета и восприятие его читателями. Данный изъян можно было бы исправить простой редакторской работой с минимальными усилиями. В пересказе содержания Т. Уилсон обращал внимание на связь сакральной нумерологии с организацией общества. Четверица являлась универсальным кодом для гармонизации человеческого общества и установления идеала порядка, справедливости, мира и доброй воли. По мнению З. Натолл, древнейшие пирамиды Мексики, Египта и Месопотамии состояли из четырёх ступеней, увековечивая космологическую и территориальную организацию. То же касалось управления, когда должностные лица занимали свой пост определённое время и сменялись по ротации, завязанную на смену сезонов. «Начиная с общего деления на четыре части…, государственные деятели и философы независимо друг от друга изобрели большое разнообразие конституций государства,
разработали циклы, полученные различными комбинациями числовых знаков, целью которых было регулирование времени и общественной жизни в подражание закону, порядку и гармонии, существующим в движении звёзд под руководством верховного правителя, земного представителя Полярной звезды». Учение об этом было создано в Старом Свете некоей северной «расой, впервые освоившей добывание огня и поклонение Полярной звезде». Цивилизация возникла, вероятно, на территории Фригии, где носители культа вступили в контакт с «южной расой», чьи потомки-мореплаватели перенесли этот культ в Египет, Индию и в Европу. Зелия Наттолл утверждала, что «древнее искусство Анд очень похоже на раннее средиземноморское», а основные принципы, план государства Инков и его нумерологическая схема («четыре четверти») «напоминали те, которые сформулировал Платон в своём описании идеального государства».
Американский этнограф и специалист по астрономии индейцев Перу Стэнсбери Хагар отмечал, что книга З. Наттолл интересна хотя бы в контексте дискуссий, являются ли индейские цивилизации продуктом длительного автохтонного развития либо результатом интродуцирования извне. С. Хагар считал, что описанный миссис Наттолл «Великий План», отражающий проекцию небесных явлений на земные условия, несомненно, существовал во всех древних культурах, хотя разъяснение его логики и конкретных деталей подлежат дальнейшему исследованию. Собственно, существование Великого Плана позволяет поднять на новый теоретический уровень дискуссии диффузионистов и автохтонистов: «какое бы объяснение ни было принято, План поразительным образом демонстрирует сущностное единство человеческой мысли в самых отдалённых временах и пространствах». Высоко оценил специалист и сопоставление сходных элементов в культурах Мексики и Перу, в частности, культа кошачьих. Это не отменяет ошибок, например, некоторые мифы не вполне корректно интерпретируются: по-видимому, верховный правитель (земной и небесный) чаще ассоциируется с Солнцем, а не с Северным полюсом, равно как правитель загробного мира с луной или Плеядами (по крайней мере, столь же часто, как с Полярной звездой). Книга ценна и тем, что предоставляет большой материал для исследования символов в культуре древней Америки.
Французский американист Жорж Райно пришёл к выводу, что в работе З. Наттолл присутствует весьма плодотворная гипотеза о чрезвычайной древности происхождения священных символов (в том числе в форме креста разнообразных вариаций) и чисел, а также нумерологической интерпретации социальных и государственных институтов. Для Древней Мексики автором очень убедительно показано, что социальные и религиозные системы ацтеков были тесно взаимосвязаны и управлялись нумерологической логикой. «К сожалению, этим наше одобрение и ограничивается». В содержательном отношении «Фундаментальные принципы цивилизаций Старого и Нового Света» — чрезмерны во всём: по объёму, переполненностью «архиэрудицией», то есть нагромождения мельчайших фактов, «хорошо и плохо помещённых в контекст, хорошо и плохо понятых обрывков документов», не подчиняющегося никакой логике и полностью лишённого научной критики, особенно это касается этимологий и «астрономизации» всего, до чего автор смогла дотянуться. Книга характеризуется в итоге как «отвратительная». Фольклорист Мозес Гастер отнёсся к книге З. Наттолл намного снисходительнее, рассуждая о древнейших корнях почитания звёзд. М. Гастер отметил высокую эрудицию З. Наттолл во всём, что касается Древней Мексики и даже счёл, что её гипотеза даёт убедительное объяснение знака свастики, встречающегося на центральноамериканских скульптурах и в рукописях. Однако метод, применённый в «Фундаментальных принципах…», едва ли соответствует критериям научности: чрезмерно много аналогий, предметы которых, на поверку, оказываются совершенно разными по происхождению, и порождают ложные обобщения. «Невозможно свести всю массу древних религий и социальных обычаев к одному-единственному набору идей; вдобавок, набор этот сам имеет очень сложную природу. Обширные астрономические наблюдения являются результатом досуга и продвинутого интеллектуального развития. На более примитивной стадии простые наблюдения за изменениями в положении звёзд служат только для обозначения приближения изменений сезонов года и регулирования сельскохозяйственной стороны жизни, а не её политической и социальной сторон». Тем не менее, исследования такого рода М. Гастер признавал полезными и необходимыми, хотя бы из-за того, что они раздражают читателя, побуждая его аргументированно соглашаться или не соглашаться с автором. Очень полезным признан и объёмный и хорошо выстроенный индекс к изданию.

## Память. Историография
После кончины Зелии Наттолл некрологи публиковали её друзья и знакомые. Квартировавший в её дворце этнограф Филип Минз отмечал, что мексиканская археология и этнография лишилась величайшей исследовательницы, появившейся в последние полвека. Он также выражал надежду, что «Каса Альварадо» будет приобретён правительством и станет музеем и достойным памятником достижений миссис Наттол. Библиотекарь Парижского общества американистов Х. Вози-Бурбон отмечал заслуги З. Наттол как неутомимой исследовательницы колониальных архивов и доколумбовых рукописей; все её работы, даже «старомодные» «Фундаментальные принципы цивилизаций», пронизаны глубочайшей эрудицией. В «The New York Times» покойную характеризовали как «известного антиквара». Альфред Тоззер называл её «последним великим первопроходцем Мексики» и «воплощением универсального гения девятнадцатого века». За следующие три десятка лет Зелия Наттолл была забыта до такой степени, что популяризатор археологии Лео Дойель в своей книге 1966 года констатировал, что её редко упоминают в энциклопедиях, а в одном из справочников по истории археологии «дочь американского Запада названа англичанкой». В 2018 году в сети Facebook было создано «Общество Зелии Наттолл», насчитывавшее спустя четыре года 118 подписчиков.
Ещё при жизни З. Наттолл выражала пожелание, чтобы кто-либо из друзей создал её жизнеописание, и очень болезненно реагировала, когда журналист New York Herald Tribune в 1931 году взял у неё интервью, но так и не опубликовал обещанного биографического очерка. Вплоть до начала XXI века не существовало монографической биографии, в комплексе рассматривавшей личность и научное наследие Зелии Наттолл. Сорок лет изучению её архива посвятил музыкальный критик Росс Парментер (1911—1999), который в середине 1990-х годов представил 1500-страничную рукопись биографии в издательство Университета Нью-Мексико, однако стоимость трёхтомного издания оказалась несоразмерно велика, вдобавок, в рукописи вообще не было ссылок на источники; внутренние рецензенты отмечали склонность автора к романтизации предмета своего изучения и совершенно некритического отношения к её теориям. Копии рукописи по завещанию поступили в Латиноамериканскую библиотеку Тулейнского университета (этому же учреждению принадлежат авторские права) и библиотеки Гарвардского университета и Калифорнийского университета в Беркли. В 2003 году была защищена диссертация Кармен Руис, посвящённая развитию мексиканской археологии 1890—1930 годов, в которой немалое место посвящено исследованию конфликта З. Наттолл и Леопольдо Батреса. Кроме того, в 2010 году вышла антология «Леди в поле» Аманды Адамс, посвящённая первым женщинам-археологам, где Зелии Наттолл посвящена отдельная глава «Королева мексиканской археологии». В 2016 году на испанском языке вышла книга Апена Руиса Мартинеса Género, Ciencia y Política: Voces, vidas y miradas de la arquelogía mexicana, где рассмотрены также полевые работы Исабель Рамирес, позиционируемой как ученица Наттолл. Некоторые частные вопросы деятельности З. Наттол затронуты в двух монографиях латиноамериканиста Университета штата Аризона Шомаиды Вэлиант (2018 и 2023 годов), посвящённые археологии Мексики в период 1876—1911 годов и изданию «Кодекса Наттолл». Лишь в 2023 году Гарвардским университетским издательством была издана монография Мэрили Гриндл «В тени Кецалькоатля» — первая книга, полностью посвящённая исследованию биографии Зелии Наттолл. В рецензии Ш. Вэлиант книга названа «увлекательной», а также характеризуется как «долгожданный вестник возвращения исследовательского интереса к Зелии Наттолл». М. Гриндл широко использовала материалы Р. Парментера (115 коробок архивных документов, включая переписку Наттол с родными), но при этом рассматривала личность З. Наттолл в широком контексте её личностного общения и развития археологической науки. Оказалось также, что Зелия Наттолл создала вокруг себя круг женщин-филантропов и исследовательниц, в который входили Фиби Херст и Адела Бретон.

## Публикации

### Издания манускриптов
- Codex Nuttall; facsimile of an ancient Mexican codex belonging to Lord Zouche of Harynworth, England / With an Introduction by Zelia Nuttall. — Cambridge, Mass. : Peabody Museum of American Archaeology and Ethnology, Howard University, 1902. — 3, 35 p.
- The book of the life of the ancient Mexicans : containing an account of their rites and superstitions : an anonymous Hispano-Mexican manuscript preserved at the Biblioteca nazionale centrale, Florence, Italy / Repr. in Facsimile with Introduction., Translate and Commentary by Zelia Nuttoll. — Berkeley : University of California, 1903. — xix, 80 p.
- Nuttall Z. The earliest historical relations between Mexico and Japan from original documents preserved in Spain and Japan. — Berkeley : Univerity Press, 1906. — 47 p. — (American archaeology and ethnology / University of California publications — v. 4, no. 1).
- Nuttall Z. Certain manuscripts relating to the history of Mexico and the missing text of the Magliabecchi manuscript in the National Gallery, Madrid // Eighteenth International Congress of Americanists Held at London. — London : Harrison and Sons, 1912. — P. 449—454.
- Nuttall Z. An Historical Document relating to the Prevention and Cure of Plague in Spain in 1600—1601 // The Journal of Hygiene. — 1912. — Vol. 12, no. 1 (май). — P. 46—48.
- New Light on Drake: A Collection of Documents Relating to his Voyage of Circumnavigation 1577—1580 / Tr. and ed. by Zelia Nuttall. — London, 1914. — lvi, 443 p. — (The Hakluyt Society. Second series; XXXIV).

### Монографии и статьи
- Nuttall Z. The Terracotta Heads of Teotihuacan // The American Journal of Archaeology and of the History of the Fine Arts. — 1886. — Vol. 2, no. 2. — P. 157—178. — JSTOR 495843.
- Nuttall Z. The Terracotta Heads of Teotihuacan (II) // The American Journal of Archaeology and of the History of the Fine Arts. — 1886. — Vol. 2, no. 3. — P. 318—330. — JSTOR 495861.
- Nuttall Z. Preliminary Note of an Analysis of the Mexican Codices and Graven Inscriptions // Science. — 1886. — Vol. 8, no. 195. — P. 393—395. — JSTOR 1760174.
- Nuttall Z. Standard or head-dress? An historical essay on a relic of ancient Mexico // Peabody Museum of American Archaeology and Ethnology. — Cambridge, Mass. : Peabody museum of American archaeology and ethnology, 1888. — P. III plates, 1—52. — 470 p.
- Nuttall Z. The atlatl or spear-thrower of the ancient Mexicans. — Cambridge, Mass. : Peabody Museum of American Archaeology and Ethnology, 1891. — P. 171—198. — (Archaeological and Ethnological Papers of the Peabody Museum, Volume 1, No. 3).
- Nuttall Z. On ancient Mexican shields : an essay. — Leiden : P. W. M. Trap, 1892. — 3 leaves of plates, [2], 20 p. — (Separat-Abdruck aus 'Internationales Archiv für Ethnographie', Bd. V. 1892, p. 34—53).
- Nuttall Z. A Note on Ancient Mexican Folk-Lore // The Journal of American Folklore. — 1895. — Vol. 6, no. 9. — P. 117—129. — JSTOR 533173.
- Nuttall Z. Ancient Mexican Superstitions // The Journal of American Folklore. — 1897. — Vol. 10, no. 39. — P. 265—281. — JSTOR 533278.
- Nuttall Z. The fundamental principles of Old and New World civilizations : a comparative research based on a study of the ancient Mexican religious, sociological and calendrical systems. — Cambridge, Mass. : Peabody Museum of American Archaeology and Ethnology, 1901. — 602 p.
  - Wilson T. Review: [The Fundamental Principles of Old and New World Civilizations, a Comparative Research Based on a Study of the Ancient Mexican Religious, Sociological, and Calendrical Systems by Zelia Nuttall] // American Anthropologist, New Series. — 1901. — Vol. 3, no. 2. — P. 360—365. — JSTOR 658992.
  - Hagar S. Review: [The Fundamental Principles of New and Old World Civilizations by Zelia Nuttall] // The Journal of American Folklore. — 1901. — Vol. 14, no. 54. — P. 216—220. — JSTOR 533645.
  - Raynaud G. Notices bibliographiques: [The fundamental principles of Old and New World civilizations : a comparative research on a study of the ancient mexican religious, sociological and calendrical systems (Les principes fondamentaux des civilisations de l’Ancien et du Nouveau Monde, recherche comparative basée sur une étude des systèmes religieux et sociaux et des calendriers de l’Ancien Mexique), by Z. Nuttall] :  [фр.] // Revue de l’histoire des Religions. — 1903. — Т. 48. — P. 117—119. — JSTOR 23661345.
  - Gaster M. [Review of The Fundamental Principles of Old and New World Civilisations. A Comparative Research Based on a Study of the Ancient Mexican Religious, Sociological, and Calendrical Systems] // Folklore. — 1904. — Vol. 15, no. 1. — P. 117—119. — JSTOR 1254570.
- Nuttall Z. Chalchihuitl in Ancient Mexico // American Anthropologist. — 1901. — Vol. 3, no. 2. — P. 227—238. — JSTOR 658979.
- Nuttall Z. A Suggestion to Maya Scholars // American Anthropologist. — 1903. — Vol. 5, no. 4. — P. 667—678. — JSTOR 658946.
- Nuttall Z. A Penitential Rite of the Ancient Mexicans. — Cambridge, Massachusetts : Published by the Museum, 1904. — 26 p. — (Archaeological and Ethnological Papers of the Peabody Museum. Volume 1, No. 7).
- Nuttall Z. The Periodical Adjustments of the Ancient Mexican Calendar // American Anthropologist. — 1904. — Vol. 6, no. 4. — P. 486–500. — JSTOR 659280.
- Nuttall Z. The astronomical methods of the ancient Mexicans // Boas Anniversary Volume. Anthropological papers written in honor of Franz Boas, Professor of Anthropology in Columbia University. — New York : G. E. Stechert & Co., 1906. — P. 290—298. — xix, 559 p.
- Nuttall Z. Some Unsolved Problems in Mexican Archeology // American Anthropologist. — 1906. — Vol. 8, no. 1. — P. 133—149. — JSTOR 659171.
- Nuttall Z. The Island of Sacrificios // American Anthropologist. — 1910. — Vol. 12, no. 2. — P. 257—295. — JSTOR 659954.
- Nuttall Z. The Flower Lovers and Gardeners of Ancient Mexico // Journal of the International Garden Club. — 1919. — Vol. 3, no. 3. — P. 365—379.
- Nuttall Z. The Gardens of Ancient Mexico :  [англ.] // Journal of the International Garden Club. — 1919. — Vol. 3, no. 4. — P. 573—590.
  - Nuttall Z. The gardens of ancient Mexico // Annual report of the Board of Regents of the Smithsonian Institution : Showing the operations, expenditures, and condition of the Institution for the Year ending 30 June 1923. — Washington : The Government Publishing Office, 1925. — P. 453—464. — xii, 578 p. — (Publication 2758).
- Nuttall Z. Royal Ordinances Concerning the Laying out of New Towns // The Hispanic American Historical Review. — 1921. — Vol. 4, no. 4. — P. 743—753. — JSTOR 2505686.
- Nuttall Z. Royal Ordinances Concerning the Laying Out of New Towns // The Hispanic American Historical Review. — 1922. — Vol. 5, no. 2. — P. 249—254. — JSTOR 2506027.
- Nuttall Z. The Aztecs and Their Predecessors in the Valley of Mexico // Proceedings of the American Philosophical Society. — 1926. — Vol. 65, no. 4. — P. 245—255. — JSTOR 984236.

### Комментарии
1. ↑  Роберт Наттолл родился в 1815 году в семейном поместье Титтур (750 акров) близ Брея, упоминаемом в справочнике дворян-помещиков Ирландии. Как младший из пяти детей, он попытал счастья на Земле Ван-Димена, где на практике изучал медицину, и в 1846 году получил в Дублинском университете докторскую степень. Во время Великого голода он уехал в Австралию, не слишком преуспел в Сиднее, и в 1850 году нанялся на корабль до Сан-Франциско. Далее он стал семейным врачом Пэррота, который и устроил брак 39-летнего медика и своей 19-летней дочери; венчались они в католической церкви. Роберт быстро добился успеха, поскольку хорошо ездил верхом и быстро добирался до пациентов[3].
2. ↑  Гражданская война в США напрямую касалась и Калифорнии, на территории которой велась партизанская война, включавшая разорение собственности сторонников северян и грабёж добычи на золотых и серебряных рудниках. Как минимум одно судно, формально приписанное к мексиканскому или южноамериканскому порту, вело каперскую деятельность против торговых судов северных штатов на Тихом океане. Все четыре года войны ходили слухи о заговоре сторонников южан и примерно до 1864 года возможность переворота была вполне реальной[6][7].
3. ↑  В 1886 году Зелия Наттолл побывала: в Балтиморе, Берлине, Бостоне, Буффало, Лондоне, Филадельфии и Вашингтоне. В 1887 году, базируясь в Дрездене, она побывала: в Вене, Париже, Бремене, Бостоне, Сан-Франциско и Вашингтоне. В 1889—1890 годы она ездила в Норвегию, Швецию и Италию (Флоренция, Рим, Венеция), в 1891 году проживала в Берлине и Флоренции, часть лета 1892 года провела в Стокгольме, откуда отправилась на конгресс американистов в Уэльве, побывав заодно в Кордове, Гранаде, Мадриде и Севилье, а завершила год во Флоренции. В 1893 году часть времени она провела в США, а часть в Европе[19]. В поездках её всегда сопровождали дочь и младшая сестра Роберта, иногда брат Джордж и мать Магдалена. Если поездка сопровождалась музейной и архивной работой, на несколько месяцев снималась квартира и нанималась прислуга. Зелия была привередлива к удобствам, предпочитая пароходы и поезда, ибо всегда возила книги и документы, не считая одежды и личных вещей в коробках и сундуках. Путешествия неизбежно влекли усталость и стрессы, немало хлопот доставляли и болезни Магдалены и Надин[20].
4. ↑  Дочь Надин к тому времени обучалась в пансионе в Лозанне[28].
5. ↑  Как обычно, Зелия Наттолл арендовала квартиру в Москве, где ей очень понравилась смышлёная горничная; также она наняла образованную даму, чтобы практиковаться в русском языке. Если в Петербурге и Москве цены оказались приемлемыми (суммарно расходы не превышали 3 долларов в день — 116 современных), то в переполненном к императорскому визиту Нижнем Новгороде цена за комнату с горничной оказалась такой же, как и в Чикаго[29].
6. ↑  Рецензий было мало и они носили, преимущественно, информационный характер, так как содержание кодекса ещё не было убедительно дешифровано, хотя З. Наттолл в предисловии предложила реконструкцию по изображениям[37][38]. В 1940-е годы частичный перевод предложил Альфонсо Касо, установивший генеалогическую последовательность предков правителя, имя которого записывалось знаками «8 Олень». В переиздании издательства Dover критике подверглось решение заменить предисловие З. Наттолл новым обзором А. Миллера, содержащим грубейшие ошибки, и низкое качество репродукции оригинальной рукописи[39].
7. ↑  В 1901 году Зелия Наттолл привезла в США 19-летнюю дочь, окончившую среднее образование, и постепенно вводила её в высший свет. Большую часть года они путешествовали по США, побывали в Мэйне, Массачусетсе, Нью-Йорке и Вашингтоне. Далее они приехали в Калифорнию, куда Зелию пригласила Фиби Херст, намеревавшаяся вложить некоторые средства в развитие департамента антропологии Калифорнийского университета, где состояла в попечительском совете. Заседание попечительского совета прошло на вилле Херста 7 сентября 1901 года, на нём было оглашено приглашение Альфреду Крёберу возглавить новый департамент, так же, как и программу исследования калифорнийских индейцев[41]. Далее, однако разгорелся конфликт, когда известный исследователь герцог де Луба предложил финансовое участие в строительстве музея антропологии в Сан-Франциско; Зелия Наттолл испортила при этом отношения и с ним, и с Ф. Херст, так как герцог предложил Наттолл профессорскую должность. Главной причиной конфликта было расположение музея, ибо Херст хотела оставить его в Беркли[42]. Не входящая в их круг миссис Этель Крокер предложила 5000 долларов (188 000) на исследования Мексики при условии, что курировать их будет именно миссис Наттолл. В итоге был создан фонд Крокера — Рид, который выплачивал Зелии 1500 долларов в год (56 400), не считая средств на приобретение древностей, подходящих для музея; сохранила она и почётное звание куратора Музея Пибоди, по-прежнему без оплаты. Херст отказалась финансировать строительство музея, направив средства на археологические работы Рейснера в Египте и Макса Уле в Перу[43].
8. ↑  В последовавшей перепалке обе стороны переходили на личности и не стеснялись в выражениях. Батрес критиковал «типичную женскую эмоциональность Зелии» и то, что она прямо адресовалась только англоязычной аудитории, игнорируя слабое знание им английского языка, из-за чего приходилось ждать перевода собственных обращений. Наттолл заявила, что «никогда не считала Батреса своим другом», что явилось откровенным передёргиванием: они были представлены друг другу ещё в 1884 году, затем она встречалась с доном Леопольдо в Париже и Оахаке, а в сохранившемся письме 1897 года осведомлялась о здоровье своих мексиканских друзей, в числе которых упоминался и Батрес[60].
9. ↑  Во время уличных боёв в Мехико в феврале 1913 года Надин Наттолл-Лоутон с тремя детьми укрылась в доме матери, который стал убежищем для ещё нескольких американцев. Её муж тогда работал на рудниках Гвадалахары. Далее американцев эвакуировали в Веракрус под охраной войск, а далее Надин уехала к матери в Кембридж. Койоакан не пострадал во время военных действий, а домоправительница донья Тереса и садовник Антонио охраняли дом вплоть до возвращения Зелии. Артур Лоутон, зять миссис Наттолл, был застрелен бандитами в мичоаканском Коауакане 23 августа 1913 года[70]. Для Надин и её детей Зелия добилась выделения ренты в 150 долларов в месяц из собственности невестки — Хильды Наттолл. Надин Натолл-Лоутон больше никогда не покидала Великобритании[71].
10. ↑  

Миссис Норрис была женщина пожилая и сама как конкистадор: чёрное шелковое платье, на плечах тонкая кашемировая шаль с короткой шёлковой бахромой, украшения из чёрной эмали. У неё было сероватое лицо, острый и загорелый нос, голос с металлическим оттенком, медленный, отчётливый, звучавший жестковато и по-своему музыкально. Она была археологом и так долго изучала ацтекские руины, что серо-чёрный цвет базальтовых скал и выражение ликов ацтекских идолов с их острыми носами, чуть выпуклыми глазами и могильной усмешкой наложили свой отпечаток на её лицо. Одинокая дочь культуры, с независимым умом и сильной волей, она всю жизнь паслась на жёстких камнях древних руин и в то же время сохраняла исключительную душевность и окрашенное своеобразным юмором отношение к своим почитателям.— Глава II. Чаепитие в Тлаколуле[79]
11. ↑  В 1921 году миссис Наттолл провела восемь месяцев в Европе, преимущественно в Лозанне, куда взяла дочь Надин и внуков. В середине 1920-х годов как туристка Зелия побывала в Греции и на Крите и впервые посетила Египет[82].
12. ↑  Зелия получила небольшое наследство от матери, скончавшейся в 1911 году. После инвестирования средств от продажи недвижимости в Сан-Франциско, миссис Натолл в середине 1920-х годов имела ренту примерно в 150 долларов в месяц, чего было достаточно для неё самой и денежных переводов дочери. Аренда квартиры в её доме стоила 75 долларов в месяц, эта сумма шла на жалованье слугам. Небольшие доли наследства, положенные Зелии после кончины очередного члена семейства Наттоллов — Пэрротов, она обычно пускала на очередное путешествие, а не инвестировала. После землетрясения дом нуждался в ремонте, и в 1923 году миссис Натолл взяла в долг 6000 долларов у Эдвина Дж. Маршалла, застройщика из Лос-Анджелеса, а в 1924 году — ещё 3000 долларов. Маршалл вёл дела в Мексике ещё при П. Диасе и бывал в «Каса-Альварадо». Закончилось это судебным иском и попытками спасти дом. Попечитель Метрополитен-Музея Роберт Де Форест одолжил Зелии 2000 долларов. Свою недвижимость З. Наттолл оценивала в 125 000 долларов, в 1929 году взяла кредит в 17 000 долларов на три года по ставке 8 %. В конце жизни почти вся её переписка была посвящена выпрашиванию денег у знакомых. Приёмы и чаепития в «Каса Альварадо» приносили некоторый доход: члены американской колонии в Мехико, включая высокопоставленных дипломатов и знаменитостей (включая Чарльза Линдберга) желали воспользоваться широчайшим кругом знакомств хозяйки или ощутить «настоящий аристократический стиль», и платили за себя и своих гостей[85].
13. ↑  Впервые предложение превратить дом в филиал международной археологической школы Зелия Наттолл выдвинула ещё в 1909 году, однако Эдуард Зелер обвинил её в желании «приватизировать» школу и использовать её как инструмент в борьбе с Леопольдо Батресом. В октябре 1928 года Зелия Наттолл обсуждала вопрос размещения в «Каса Альварадо» археологического центра в переписке с Ф. Боасом, прервав долгий перерыв в их общении[86].
14. ↑  Зелия Наттолл страдала сердечным заболеванием на фоне избыточного веса и артритом, незадолго до кончины она упала и сломала ребро[88].
15. ↑  Первый французский исследователь, получивший степень по американистике (1894) и работавший по этой специальности до 1925 года. Его учениками являлись Герман Бейер и Мигель Анхель Астуриас[112].

### Некрологи
- Means P. A. Zelia Nuttall: An Appreciation // The Hispanic American Historical Review. — 1933. — Vol. 13, no. 4. — P. 487—489. — JSTOR 2506218.
- Tozzer A. M. Zelia Nuttall // American Anthropologist. — 1933. — Vol. 35, no. 3. — P. 475—482. — JSTOR 662116.
- Vosy-Bourbon H. Nécrologie: Zelia Nuttall :  [фр.] // Journal de la Société des Américanistes. — 1933. — Т. 25, № 2. — P. 369—370.

### Диссертации, монографии, статьи
- Adams, Amanda. Ladies of the Field : early women archaeologists and their search for adventure. — Greystone Books, 2010. — P. 65—87. — 224 p. — ISBN 978-1-553-65433-9.
- Chiñas, Beverly Newbold. Nuttall, Zelia Maria Magdalena // Women anthropologists : a biographical dictionary / Ed. by Ute Gacs, Aisha Khan, Jerrie McIntyre, Ruth Weinberg. — New York City, NY, Westport, CT, and London : Greenwood Press, 1987. — P. 269—273. — xviii, 428 p. — ISBN 0-313-24414-6.
- Grindle M. S. In the shadow of Quetzalcoatl: Zelia Nuttall and the search for Mexico’s ancient civilizations. — Cambridge, MA : The Belknap Press of Harvard University Press, 2023. — xvi, 380 p. — ISBN 978-0-674-27835-6.
- Jacknis I. Zelia Nuttall (англ.). Phoebe A. Hearst Museum of Anthropology. Дата обращения: 2 мая 2025.
- Pezzati A. A Crowning Achievement: Zelia Nuttall in Czarist Russia // Expedition Magazine. — 2000. — Vol. 42, no. 2. — P. 7—8.
- Ruiz C. Insiders and Outsiders in Mexican Archaeology (1890—1930) : Dissertation… for the Degree of Doctor of Philosophy. — The University of Texas at Austin, 2003. — xviii, 368 p.
- Valiant S. Ornamental Nationalism. Archaeology and Antiquities in Mexico, 1876—1911. — Leiden, Boston : Koninklijke Brill, 2018. — x, 291 p. — (Brill’s Studies on Art, Art History, and Intellectual History. Vol. 20). — ISBN 978-90-04-35398-5.
- Valiant S. The Ancient Mexican Codex: Zelia Nuttall’s recontextualization of the Codex Tonindeye // Printing History. — 2023. — P. 29—50.
- Дойель, Лео. Завещанное временем. Поиски памятников письменности / Пер. с англ. Э. А. Маркова; Пред., науч. ред. Я. В. Василькова. — М. : Наука, Гл. ред. вост. лит., 1980. — 728 с. — (Культура народов Востока).